# مهاتير محمد
مهاتير بن محمد (بالجاوية: محاضر بن محمد) (مواليد 10 يوليو 1925) هو سياسي وكاتب وطبيب ماليزي، شغل منصب رئيس وزراء ماليزيا من عام 1981 حتى 2003 ثم من 2018 حتى فبراير 2020، بإجمالي 24 عامًا، ليكون أطول من شغل المنصب في تاريخ البلاد. قبل أن يرأس الوزراء كان نائبًا لرئيس الوزراء وتقلد عدة حقائب وزارية. كما كان عضو برلماني عن لانكاوي من 2018 إلى 2022 وعن كوبانج باسو من 1974 إلى 2004 وعن كوتا ستار سيلاتان من 1964 إلى 1969. امتدت مسيرته السياسية لأكثر من 75 عامًا بدءًا بمشاركته في الاحتجاجات ضد سياسات المواطنة لغير الماليزيين في اتحاد الملايو في الأربعينيات، وصولاً إلى تأسيس تحالف جيراكان تاناه إير في 2022. لقب "أبو الحداثة" (بابا بيمودينان). يبلغ الآن من العمر 100 عامًا وهو أكبر رؤساء الوزراء الماليزيين السابقين على قيد الحياة.
ولد مهاتير ونشأ في ألور ستار، قدح تفوق في دراسته وأصبح طبيبًا. بدأ نشاطه السياسي في المنظمة الوطنية الملايوية المتحدة (UMNO) قبل دخوله البرلمان الماليزي في عام 1964. دخل البرلمان لفترة واحدة قبل أن يفقد مقعده، ثم اختلف مع رئيس الوزراء تونكو عبد الرحمن وطُرد من المنظمة الوطنية الماليزية المتحدة. كتب كتاب معضلة الملايو في عام 1970. عاد مهاتير إلى المنظمة الوطنية الملايوية المتحدة والبرلمان عندما استقال تونكو عبد الرحمن، وشغل منصب وزير التعليم من 1974 إلى 1978 ووزير التجارة والصناعة من 1978 إلى 1981. أصبح نائبًا لرئيس الوزراء في عام 1976 قبل أن يؤدي اليمين الدستورية لرئاسة الوزراء في عام 1981 واستمر في المنصب لمدة 22 عاما.
حُدثت ماليزيا تحديثًا وشهدت نموًا اقتصاديًا في فترة رئاسة مهاتير الأولى فقامت حكومة مهاتير بخصخصة واسعة النطاق للصناعات وبدأت سلسلة من مشاريع البنية التحتية الطموحة. كان مهاتير شخصية سياسية مسيطرة ففاز بخمسة انتخابات عامة متتالية وقاد المنظمة الوطنية الملايوية المتحدة. دعم مهاتير سياسة بوميفوترا وقاد ماليزيا إلى تعافٍ نسبي سريع من الأزمة المالية الآسيوية في عام 1997. اعتقل العديد من النشطاء والسياسين ضمن عملية لالانغ في عام 1987، واعتقل نائبه أنور إبراهيم في عام 1998. أدى الحدثين السابقين إلى توتر علاقات ماليزيا مع الدول الغربية. كان مدافعًا عن القيم الآسيوية والتنمية وكان ذو حضور بارز في العالم الإسلامي.
استقال مهاتير محمد من رئاسة الوزراء بشكل مفاجئ في عام 2003 ولكن استمر في التأثير على الساحة السياسية وانتقد أخطاء خلفاءه في رئاسة الوزراء. ترك المنظمة الوطنية الملايوية المتحدة في عام 2016 بسبب فضحية فساد الصندوق السيادي الماليزي، وأسس حزب سكان ماليزيا الأصليين المتحدين وقاد تحالف الأمل المعارض لكي يفوز في الانتخابات العامة لعام 2018. خلال ولايته الثانية، تعهد بالتحقيق في فضائح صندوق السيادي الماليزي ومكافحة الفساد وتقليص الإنفاق على المشاريع الضخمة للبنية التحتية. وقد ساهم في العفو عن أنور إبراهيم وإطلاق سراحه. استقال مهاتير في عام 2020 في خضم أزمة سياسية. على أنه خسر مقعده البرلماني في الانتخابات العامة لعام 2022 إلا أنه ظل موجود في المجال السياسي وغير انتماءه الحزبي مرات عديدة.
تغيرت الآراء السياسية لمهاتير محمد على مدى حياته لكنها متركزة على قوميته الماليزية ومعتقداته الإسلامية. فتحالف مع دول العالم الثالث في الثمانينات ثم دعا لاحقًا إلى "القيم الآسيوية" والعولمة. ظل متمسكًا. لمهاتير محمد احترام في الدول النامية والإسلامية لدوره في التقدم الاقتصادي لماليزيا وتأييده للقيم الإسلامية. يدافع مهاتير عن "بانغسا ماليزيا" التي تستوعب الغير ملايو في الثقافة الملايوية، مع رفضه الشديد للتعددية الثقافية. مهاتير منقد النيوليبرالية والقيم الغربية، وأثار جدلًا بادعائه أن الولايات المتحدة كانت متورطة في هجمات 11 سبتمبر وأن نخبة دولية تسعى للسيطرة العالمية. كما اُتهم بمعاداة السامية بسبب تصريحاته عن اليهود. انتقد "الإمبريالية البيئية" لدول الشمال ودافع عن صناعة زيت النخيل الماليزية.

## النشأة والتعليم

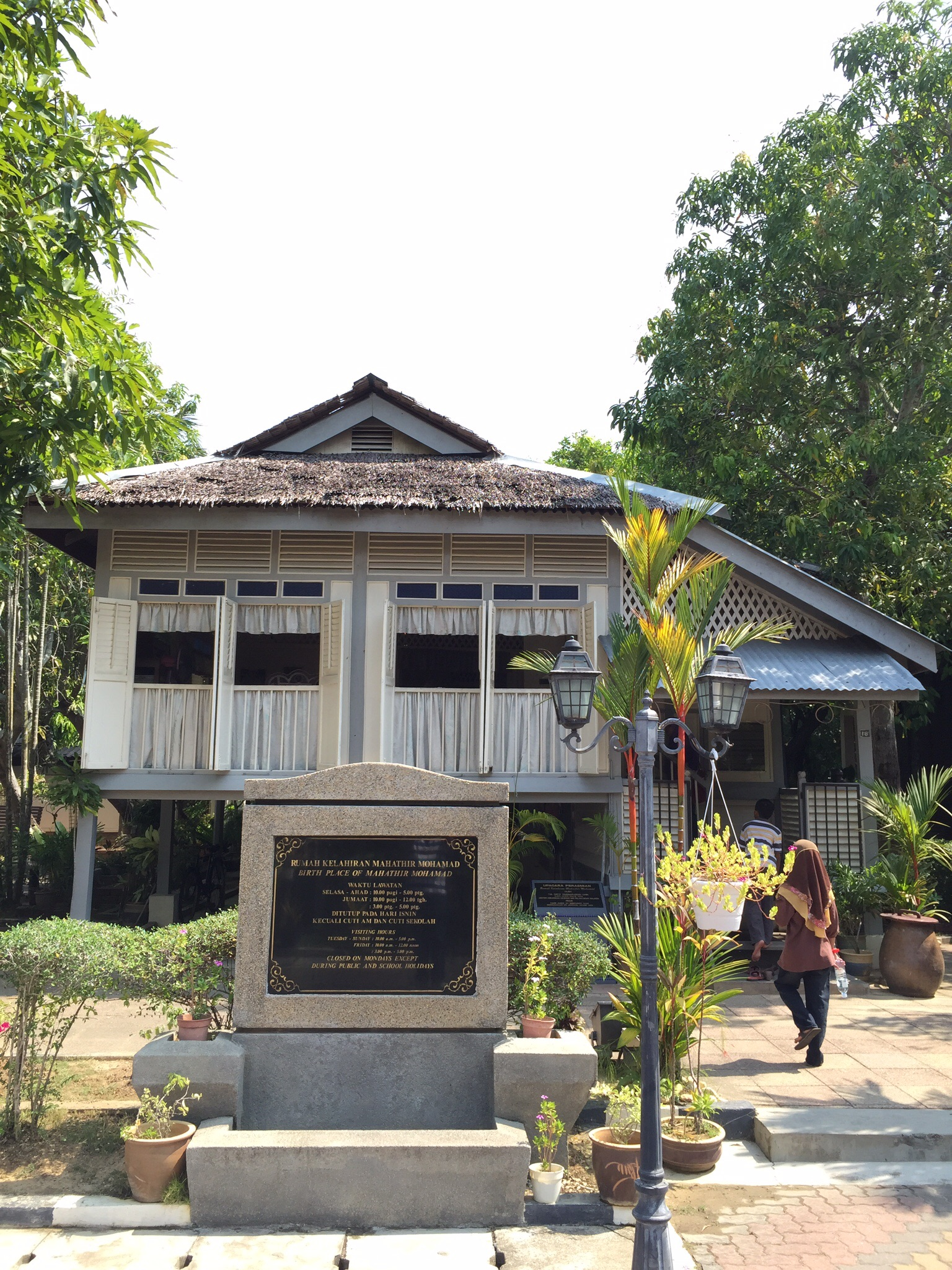
منزل أسرة مهاتير في ألور ستار

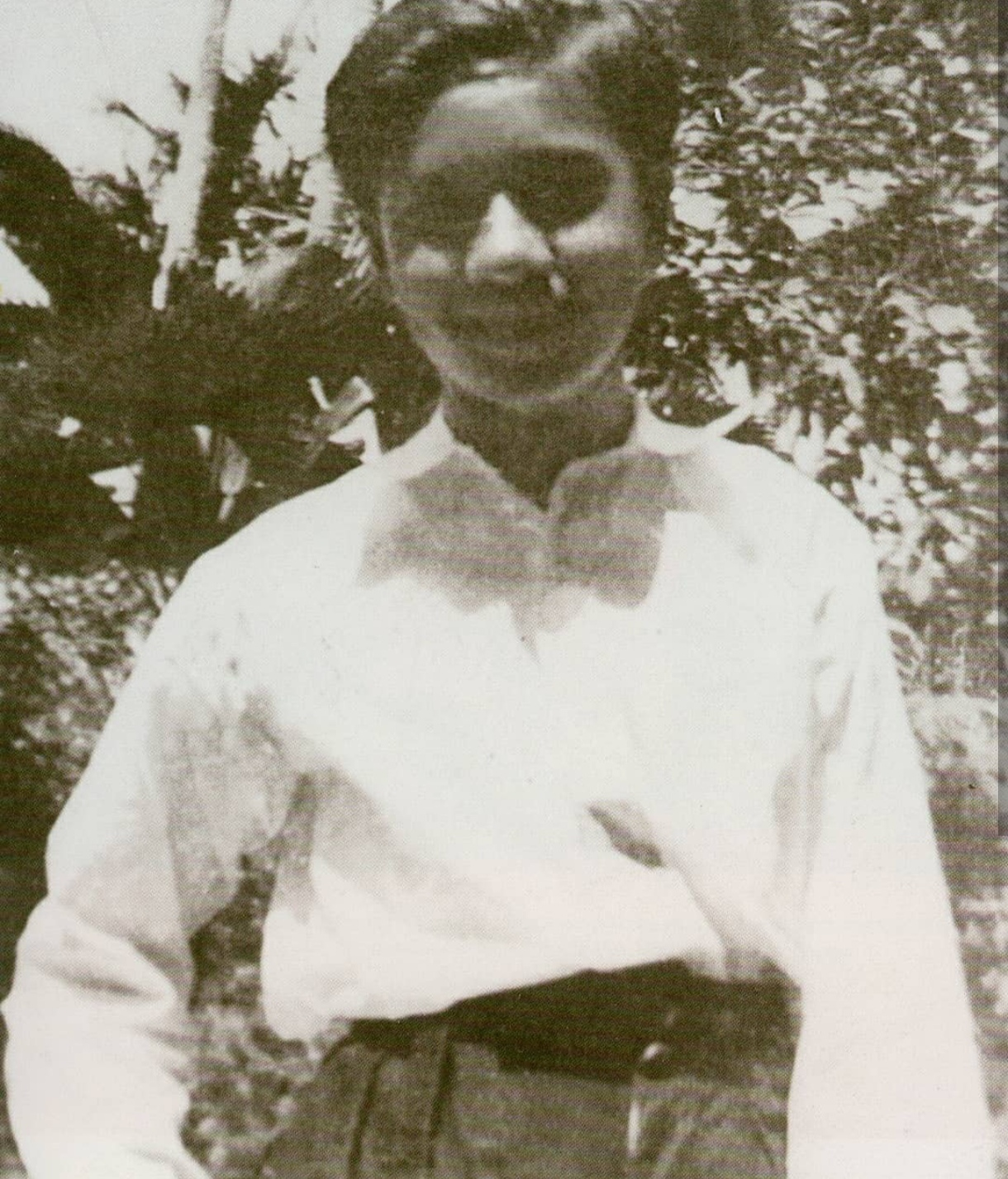
صورة لمهاتير محمد في عام 1939

ولد مهاتير في منزل والديه في حي فقير في لورونغ كيلانغ آيس، ألور ستار، في عاصمة سلطنة قدح الماليزية تحت الحماية البريطانية، في 10 يوليو 1925. كان والدته وان تمباوان وان هانابي ملاوية من قدح ووالده محمد اسكندر ملاوي هندي من بينانق. فكان جد مهاتير من أبوه هندي من ولاية كيرلا في الهند البريطانية، لتدريس اللغة الإنجليزية في قصر قدح الملكي. كان مهاتير أول رئيس وزراء لم يولد لعائلة أرستقراطية أو دينية أو سياسية مرموقة. لمهاتير ستة أخوة غير أشقاء وشقيقين. تحول منزل طفولته الذي يتكون من غرفة نوم مشتركة واحدة ولا يتوفر به إمدادات كهرباء، لاحقًا إلى معلم سياحي وفتح للعامة.

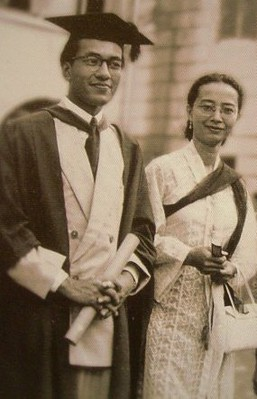
مهاتير وسيتي حازمة في عام 1953

بدأ مهاتير محمد تعليمه في مدرسة سيبيرانغ بيراك الماليزية للبنين عام 1930، وكان طالبًا مجتهدًا. الانضباط الذي فرضه عليه والده دفعه للتفوق في الدراسة، ولم يكن له اهتمام كبير بالرياضة. التحق بمدرسة اللغة الإنجليزية الحكومية الثانوية الانتقائية في عام 1933 بعد إتقانه اللغة الإنجليزية وتحرير صحيفة الطلاب الإنجليزية والفوز بعدة جوائز لغوية. خلال الاحتلال الياباني لمالايا في الحرب العالمية الثانية وإغلاق المدارس، بدأ مهاتير مشروعًا صغيرًا لبيع القهوة والوجبات الخفيفة أثناء الاحتلال الياباني لمالايا في الحرب العالمية الثانية.
تخرج من المدرسة الثانوية بعد الحرب بأعلى الدرجات والتحق بكلية الملك إدوارد السابع للطب في سنغافورة، التي غير اسمها إلى جامعة مالايا ثم جامعة سنغافورة. أعرب عن تقديره العميق للسنوات الست التي قضاها في سنغافورة عندما منحته الجامعة درجة فخرية في نوفمبر 2018.

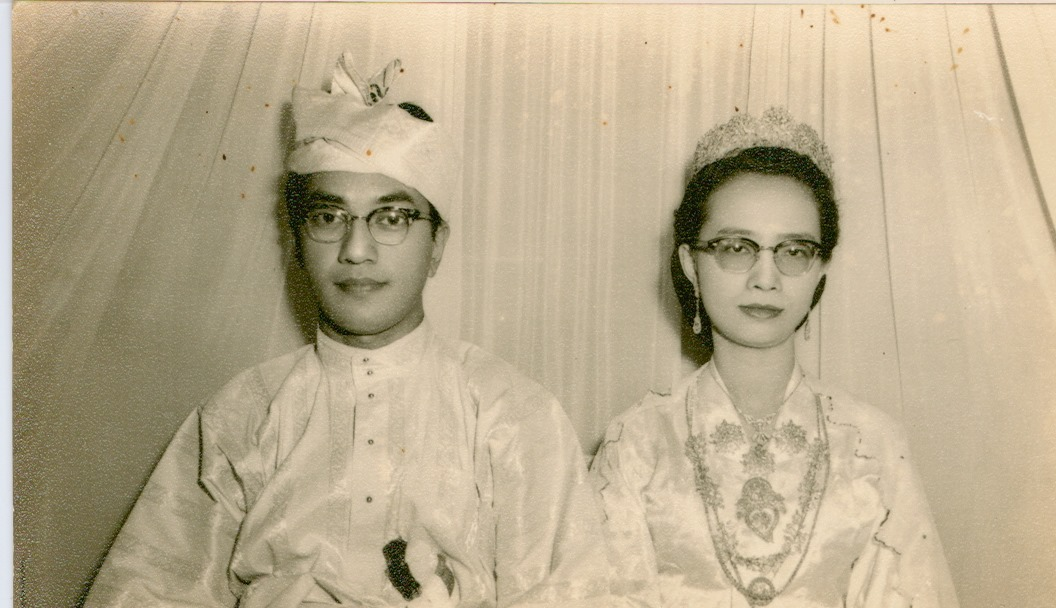
صورة ليوم زفاف مهاتير وسيتي حازمة (5 أغسطس 1956)

هناك التقى بزوجته المستقبلية سيتي حازمة محمد علي زميلته في كلية الطب. عمل مهاتير في قطاع الصحة الحكومي بعد تخرجه حتى زواجه في عام 1956. عاد إلى ألور ستار في عام 1957 وأسس عيادته الخاصة. نجح في مهنته كونه الطبيب الماليزي الوحيد في المدينة فقام ببناء منزل كبير والاستثمار في شركات مختلفة توظيف سائق صيني يقود سيارته بونتياك كاتالينا (معظم سائقي ذلك الوقت من الملايو).

## بدايات مسيرته السياسية
قامت بريطانيا بدمج مالايا ومستعمرات المضيق في اتحاد الملايو بعد نهاية الحرب العالمية الثانية وانسحاب القوات اليابانية، ومنحوا جنسية الاتحاد للذين ليسوا من أصول ملاوية. أثار هذا الفعل رد فعل عنيف من الملايو وأدى إلى انتشار فكرة القومية الماليزية في البلاد. أصبح مهاتير ناشطًا سياسيًا في هذه الفترة فشارك في احتجاجات ضد السياسات الجديدة للمواطنة. أثناء دراسته مهاتير في كلية الطب كتب في ستريتس تايمز تحت اسم مستعار "C.H.E. Det" روج في كتابتها لحقوق الملايو ودعا لجعل اللغة الملايوية اللغة الرسمية للاتحاد. كان مهاتير عضوًا في المنظمة الوطنية الماليزية المتحدة أثناء عمله في الطب في ألو ستار. كان قد أصبح رئيس المنظمة في قدح بحلول الانتخابات العامة الأولى لدولة مالايا المستقلة في عام 1959.
لم يكن مهاتير مرشحا في انتخابات عام 1959 على بروزه في المنظمة، وابتعد عن المنظمة بعد خلاف مع رئيس الوزراء آنذاك تونكو عبد الرحمن، وتوترت علاقتهما منذ أن انتقد مهاتير اتفاق تونكو الذي ينص على الاحتفاظ بالقوات البريطانية وقوات الكومنولث في مالايا بعد الاستقلال. عارض تونكو خطط مهاتير لفرط حد أدنى للمستوى التعليمي لمرشحي المنظمة الوطنية الماليزية المتحدة. كانت هذه الخلافات سبب تأخر مهاتير في السياسة الوطنية. تنافس في انتخابات 1964 العامة، وانتخب عضوا في البرلمان عن مقعد كوتا ستار سيلاتان في ألور ستار.
كان وقت دخول مهاتير للبرلمان فترة سياسية متقلبة، وشارك دخل في الصراع الرئيسي الدائر آنذاك: مستقبل سنغافورة ذات الأغلبية العرقية الصينية والقوة الاقتصادية لها داخل من ماليزيا. هاجم حزب العمل الشعبي الحاكم في سنغافورة لموقفه المؤيد للصين والمعادي للملايو وقال أن زعيمه لي كوان يو بأنه "متعجرف". تبع ذلك أن طردت سنغافورة من اتحاد ماليزيا في العام الأول لدخول مهاتير البرلمان. خسر مهاتير مقعده في انتخابات 1969 أمام يوسف راوا من الحزب الإسلامي الماليزي، وأرجع مهاتير خسارته إلى تحول الناخبين الصينيين من دعم المنظمة الوطنية الماليزية المتحدة إلى الحزب الإسلامي الماليزي. بما أن الدائرة الانتخابية كانت ذات أغلبية ملاوية فكان هناك مرشحان ملاويان فقط (مهاتير ويوسف) تاركين للناخبين الصينيين الاختيار بين المنظمة الوطنية الماليزية المتحدة المتمركز حول القومية الملاوية والحزب الإسلامي الماليزي.
أعقبت خسارة المنظمة الوطنية الماليزية الوطنية الحكومية الكبيرة في الانتخابات أحداث شغب عرقية في 13 مايو 1969 قُتل فيها مئات الأشخاص في مصادمات بين الملاويين والصينيين. أعرب مهاتير قبلها بعام عن قلقه بشأن تصاعد التوترات العرقية في مقالتين صحفيتين وذكر الحاجة إلى فعل تدابير وقائية لتجنب العنف. انتقد مهاتير الحكومة علناً وأرسل رسالة معارضة إلى تونكو عبد الرحمن انتقده فيها لفشله في الحفاظ على مصالح الملايو، ودعا إلى استقالة عبد الرحمن. طُرد مهاتير من المجلس الأعلى في المنظمة الوطنية الماليزية المتحدة ومن الحزب في نهاية العام، وكان لا بد من إقناع عبد الرحمن بعدم القبض عليه.
ألف مهاتير محمد كتابه الأول "معضلة الملايو" بعد إقصائه من المنظمة الوطنية الماليزية المتحدة، طرح في الكتاب رؤيته لمجتمع الملايو. يناقش الكتاب ضرورة إيجاد توازن بين الدعم الحكومي للملايو وتجنب هيمنة الصينيين على الاقتصاد، مع ضمان تعرض الملايو لمنافسة كافية. يعتقد مهاتير أن الملايو يميلون إلى تجنب العمل الشاق ولا يقدرون "القيمة الحقيقية للمال والممتلكات" ويأمل أن يعالج هذا التوازن المشكلة. انتقد الكتاب حكومة تونكو لذا حظر الكتاب في ماليزيا ولم يُرفع الحظر إلا في عام 1981 تحت رئاسة مهاتير للوزراء. يرى الأكاديميان آر إس ميلن وديان ك. موزي أن انتقادات مهاتير اللاذعة لحكومة تونكو عبد الرحمن كانت السبب الرئيسي في إسقاط حكومة تونكو واستقالته من منصب رئيس الوزراء في عام 1970.

## الصعود إلى السلطة (1970-1981)
استقال عبد الرحمن في عام 1970 وخلفه عبد الرزاق حسين الذي شجع مهاتير على العودة إلى الحزب وعينه عضوًا في مجلس الشيوخ عن قدح في عام 1973. ارتقى بسرعة في حكومة عبد الرزاق وعاد إلى المجلس الأعلى في المنظمة الوطنية الماليزية المتحدة في عام 1973 وعين وزيرًا للتعليم في مجلس الوزراء. كما عاد إلى التنافس في مجلس النواب وفاز بمقعد كوبانغ باسو في قدح دون معارضة في انتخابات عام 1974. كان من أوائل أعماله في رئاسة وزارة التعليم فرض سيطرة حكومية أكبر على الجامعات الماليزية على المعارضة القوية من المجتمع الأكاديمي. كما تحرك للحد من السياسة في الجامعات ومنح وزارته سلطة تأديب الطلاب والأكاديميين الذين كانوا نشطين سياسيين وشرط المنح الدراسية للطلاب بتجنب السياسة.
ترشح مهاتير لواحد من مناصب نواب رئيس المنظمة الوطنية الماليزية المتحدة الثلاث في عام 1975. واعتبرت المنافسة بمثابة معركة لخلافة قيادة الحزب بعد تدهور صحة كل من عبد الرزاق ونائبه حسين أون. انتخب في المناصب الثلاث المرشحين المفضلين لعبد الرزاق: رئيس وزراء ملقا السابق عبد الغفار بابا وتونكو رضاولي حمزة رجل الأعمال الثري وأحد أعضاء عائلة كلنتن الملكية ومهاتير. توفي عبد الرزاق في السنة التالية وأصبح حسين أون رئيس الوزراء واضطر لاختيار نائب له من الرجال الثلاثة ووزير الشؤون الداخلية غزالي شافي.
كان لمنافسي مهاتير مسؤوليات سياسية كبيرة: لكن كان غزالي يفتقر إلى دعم أعضاء المنظمة الوطنية الماليزية المتحدة ولم يحصل عبد الغفار على تعليم عالي ولم يكن يجيد اللغة الإنجليزية ورضاولي كان شابا عديم الخبرة. لكن لم يكن حسين ومهاتير حليفين مقربين، بعد ستة أسابيع من التردد عيين مهاتير نائبا لحسين. كان التعيين يعني أن مهاتير كان خليفة حسين في رئاسة الوزراء.
لم يكن لمهاتير محمد تأثير كبير في منصب نائب لرئيس الوزراء. لكن كان حسين أون قائد حذر رفض اقتراحات مهاتير السياسية الطموحة مثل إنشاء طريق سريع يمتد عبر شبه جزيرة ماليزيا. لم يكن حسين ومهاتير مقربين وأصبح غزالي ورضاولي أقرب مستشاري حسين وغالبا ما كانا يتجاهلان مهاتير. استقال حسين من منصبه بسبب مشاكل صحية في عام 1981 وخلفه مهاتير دون معارضة وبمباركته.

## رئاسة الوزراء الأولى

### السنوات الأولى (1981-87)

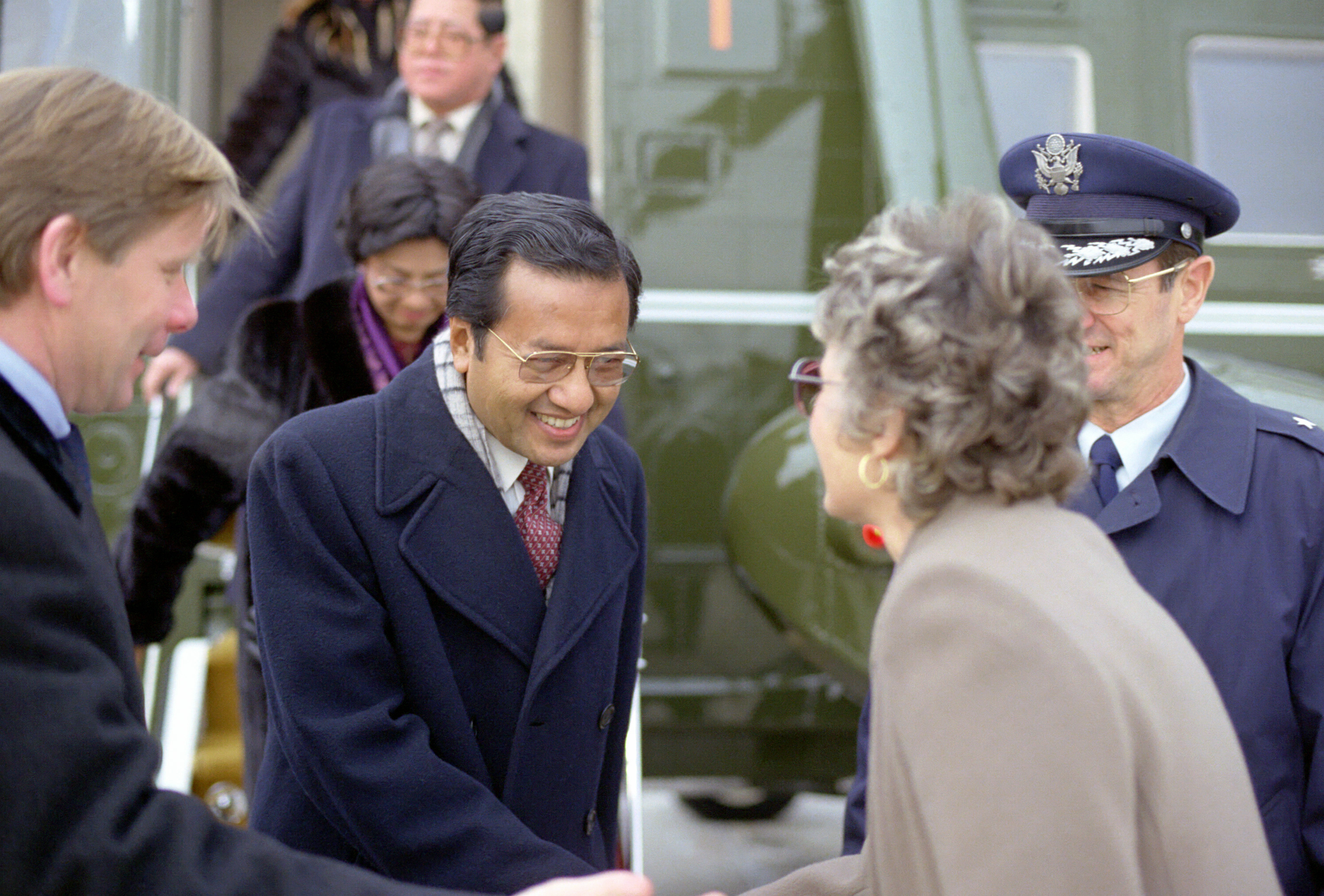
مهاتير في زيارة إلى الولايات المتحدة في عام 1984

أدى مهاتير اليمين الدستورية لرئاسة الوزراء في 16 يوليو 1981 عن عمر يناهز 56 عامًا. كان أحد أول أعمال الإفراج عن 21 معتقلاً بموجب قانون الأمن الداخلي منهم الصحفي عبد الصمد إسماعيل ونائب الوزير السابق في حكومة حسين عبد الله أحمد الذي كان يشتبه في أنه شيوعي متخفي. عين حليفه المقرب موسى هيتام نائب لرئيس الوزراء.
كان مهاتير حذر في العامين الأولين في السلطة قام فيها بتعزيز قيادته للمنظمة الوطنية الماليزية المتحدة ومع فوزه في الانتخابات العامة عام 1982 عزز قيادته للحكومة. بدأ مهاتير أولى معاركه في رئاسته الأولى في عام 1983 مع ملوك ماليزيا. فكان من المقرر أن يتناوب منصب رئيس الدولة الماليزي (أغونغ) إما إدريس شاه الثاني المسن من فيرق أو إسكندر من جوهر المثير للجدل. كان لمهاتير تحفظات خطيرة حول السلاطين. كلاهما كانا من الحكام الناشطين لولاياتهم الخاصة وكان اسكندر قد أدين قبل بضع سنوات فقط بالقتل غير العمد.
حاول مهاتير بشكل استباقي الحد من سلطة رئيس الدولة على حكومته. وقدم إلى البرلمان تعديل على الدستور، أزال الاقتراح سلطة إعلان حالة الطوارئ من أغونغ ووضعها من سلطات رئيس الوزراء. وافق أغونغ ذلك الوقت أحمد شاه من فهغ على المقترحات من حيث المبدأ، لكنه رفض عندما أدرك أن الاقتراح سيجعل السلاطين يوافقون تلقائيًا على القوانين التي أقرتها مجالس الدولة. رفض أغونغ بدعم من الملوك الموافقة على التعديلات الدستورية التي أقرها مجلسا البرلمان بأغلبية مريحة.
عندما علم الشعب بالمأزق ورفض السلاطين تقديم تنازلات للحكومة خرج مهاتير إلى الشوارع ليبرهن على دعمه العام لموقفه في مسيرات حاشدة. وقفت الصحافة إلى الحكومة على أن أقلية كبيرة من المالايو منهم سياسيين محافظين من المنظمة الوطنية الماليزية المتحدة ونسبة أكبر من الجالية الصينية دعموا السلاطين. حلت الأزمة بموافقة مهاتير والسلاطين على حل وسط بعد خمسة أشهر. سيحتفظ رئيس الدولة بالسلطة لإعلان حالة الطوارئ ولكن إذا رفض الموافقة على مشروع قانون فسيعاد مشروع القانون إلى البرلمان والذي يمكنه أن يتجاوز حق نقض رئيس الدولة.
ورث مهاتير السياسة الاقتصادية الجديدة من أسلافه والتي صُممت لتحسين الوضع الاقتصادي للبوميفوترا (الماليزيين المالاية والسكان الأصليين) عبر الأهداف والتميز الإيجابي في مجالات مثل ملكية الشركات والقبول الجامعي. كما عمل مهاتير على خصخصة المؤسسات الحكومية منذ أوائل الثمانينيات وذلك لأسباب اقتصادية ليبرالية كان يسعى إليها معاصروه مثل مارغريت ثاتشر ولأنه شعر أنه مقترنًا بالتميز الإيجابي للبوميبوتيرا ويمكنه توفير فرص اقتصادية تجارية لبوميبوتيرا. خصصت حكومته الخطوط الجوية والمرافق وشركات الاتصالات السلكية واللاسلكية ووصلت إلى معدل حوالي 50 عملية خصخصة في السنة في منتصف التسعينات.
حسنت الخصخصة بشكل عام من ظروف عمل الماليزيين في الصناعات التي خصخصت وجمعت إيرادات كبيرة للحكومة فقد حدثت العديد من عمليات الخصخصة في غياب عمليات المناقصة المفتوحة واستفاد منها الماليزيين الذين دعموا المنظمة الوطنية الماليزية المتحدة. كان أحد أهم مشاريع البنية التحتية في ذلك الوقت هو بناء الطريق السريع بين الشمال والجنوب وهو طريق سريع يمتد من الحدود التايلاندية إلى سنغافورة. مُنح عقد بناء الطريق السريع لمشروع تجاري من المنظمة الوطنية الماليزية المتحدة. أشرف مهاتير أيضا على تأسيس شركة تصنيع السيارات بروتون كمشروع مشترك بين الحكومة الماليزية وميتسوبيشي. تغلبت شركة بروتون في نهاية الثمانينات على ضعف الطلب وتكبد الخسائر بدعم من التعريفات الحمائية وأصبحت أكبر صانع سيارات في جنوب شرق آسيا ومشروع مربح.
أصبح الملايو أكثر تدينًا ومحافظة من بدايات سنوات مهاتير المبكرة في رئاسة الوزراء. حاول مهاتير أن يجذب الناخبين المتدينين عن طريق إنشاء مؤسسات إسلامية مثل الجامعة الإسلامية العالمية في ماليزيا التي يمكن أن تعزز التعليم الإسلامي تحت إشراف الحكومة. كما اجتذب أنور إبراهيم زعيم حركة الشباب الإسلامي الماليزية وانضم إلى المنظمة الوطنية الماليزية المتحدة. استخدمت حكومة مهاتير القمع ضد دعاة الإسلاموية الأكثر تطرفا في بعض الحالات، مثل حادثة ميمالي التي قتل فيها إبراهيم ليبيا في تبادل لإطلاق النار مع الشرطة عام 1985، وحُظرت جماعة الأرقم الدينية واعتقل زعيمها الأشعري محمد بموجب قانون الأمن الداخلي. هزم مهاتير باكتساح الحزب الإسلامي الماليزي في الانتخابات في عام 1986 وحصل على 83 مقعدا من 84 مقعدا المتنافس عليها تاركا للحزب الإسلامي الماليزي مقعد واحد فقط.

#### الصراع على السلطة (1987-90)
ترشح تنغكو رضاولي حمزة، الذي كان وزير المالية وأصبح وزير التجارة والصناعة في عهد مهاتير، لرئاسة المنظمة الوطنية الماليزية المتحدة في عام 1987 وفعليا رئاسة الوزراء. دعم موسى بن هيتام، الذي استقال من منصب نائب رئيس الوزراء العام السابق، ترشح رضاولي لرئاسة المنظمة. ترشح رضاولي وموسى لرئاسة المنظمة الوطنية الماليزية المتحدة ونائب الرئيس على بطاقة مشتركة ضد مهاتير ونائبه الجديد عبد الغفار بابا.
حظي فريق مهاتير (أ) بدعم كبيرة من الصحافة وأغلب الشخصيات البارزة في الحزب مثل إسكندر الذي تولى منصب الأغونغ. بالمقابل دعمت شخصيات مرموقة أخرى مثل عبد الله بدوي الفريق (ب). انتصر الفريق (أ) في الانتخابات التي جرت في 24 أبريل 1987. وأعيد انتخاب مهاتير بفارق ضئيل فنال 761 صوتًا من مندوبي الحزب مقابل 718 لرضاولي، وفاز عبد الغفار على موسى بفارق أكبر بقليل. تبع ذلك أن قام مهاتير بإقصاء سبعة من مؤيدي الفريق (ب) من وزارته. رفض الفريق (ب) في الوقت نفسه الاعتراف بالهزيمة ولجأ إلى القضاء. أعلنت المحكمة العليا في تطور غير متوقع في فبراير 1988 أن المنظمة الوطنية الماليزية المتحدة غير قانونية لعدم تسجيل بعض فروعها قانونيًا.
تسابق كل فصيل لتسجيل حزب جديد تحت اسم المنظمة الوطنية الماليزية المتحدة. نجح فريق مهاتير في تسجيل حزب جديد باسم المنظمة الوطنية الماليزية المتحدة الجديدة بينما رُفض طلب فريق ب بتسجيل حزب باسم المنظمة الوطنية الماليزية المتحدة ماليزيا فسجل باسم سيمانغات 46 تحت تنكو رضاولي حمزة ودعمه رئيسي الوزراء السابقين الأحياء تونكو عبد الرحمن وحسين أون.
أرسل رئيس المحكمة العليا صالح عباس رسالة احتجاج إلى الأغونغ ينتقد فيها رئيس الوزراء على تعليقاته حول السلطة القضائية ودعوه إلى إيقافها. أوقف مهاتير على إثر ذلك صالح عباس عن العمل بتهمة "سوء السلوك والسلوك الجسيم" بدعوى أن الرسالة خرقت البروتوكول. أدانت محكمة شكلها مهاتير صالح وأوصت الأغونغ بإقالته. دعم خمسة قضاة آخرون في المحكمة العليا موقف صالح وأوقفهم مهاتير أيضًا عن العمل.رفضت محكمة شكلت حديثا طعن فريق ب بالاسم الذي سجل فيه فريق مهاتير حزبه الجديد واستمروا في استخدام اسم المنظمة الوطنية الماليزية المتحدة الجديدة. يذكر ميلن وموزي أن هذه الأحداث دمرت استقلال القضاء الماليزي.
بدأ مهاتير حملة قمع للمعارضين باستخدام قانون الأمن الداخلي في نفس الوقت الذي اندلعت فيه الأزمات السياسية والقضائية. أعلن مهاتير لاحقًا أنه استخدم القانون فقط لحبس الأشخاص المتهمين بأعمال الشغب والتجمع غير القانوني والإرهاب وأولئك الذين قتلوا ضباط الشرطة. أثار تعيين عدد من الإداريين في المدراس الصينية الذين لا يتحدثون لغة الماندراين الصينية غضبًا شديدًا بين الماليزيين الصينيين إلى درجة أن تحالفت الرابطة الصينية الماليزية وحزب الحركة الشعبية الماليزية إلى حزب العمل الديمقراطي احتجاجا على التعيينات.
نظم جناح الشباب في المنظمة الوطنية الماليزية المتحدة احتجاجًا استفزازيًا للصينين أثار هارب ملاوي من الجيش أطلق النار على مجموعة من الناس فقل شخصًا وجرح أخرين. أثر هذا الفعل الرعب في الشارع ودعت المنظمة إلى تنظيم احتجاج أكبر إلا أن مهاتير تدخل ليمنعهم من تنظيم الاحتجاج. أطلق مهاتير عملية لالانغ التي اعتقل فيها 119 شخصًا وسجنوا دون تهمة بموجب قانون الأمن الداخلي. أكد مهاتير أن الاعتقالات كانت ضرورية لمنع تكرار أحداث الشغب العرقية التي حدثت في عام 1969. وكان معظم المعتقلين من النشطاء البارزين في المعارضة منهم زعيم حزب العمل الديمقراطي ليم كيت سيانغ، وتسعة من زملائه النواب وأغلقت ثلاث صحف معارضة.
عانى مهاتير من نوبة قلبية في أوائل عام 1989 ثم تعافى ليقود باريسان ناسونال للفوز في انتخابات عام 1990. فشل حزب سيمانغات 46 في الفوز بأي مقعد خارج ولاية كلنتن مسقط رأس رضايلي (انضم موسى إلى المنظمة الوطنية الماليزية المتحدة الجديدة).

#### من التطور الاقتصادي إلى الأزمة المالية (1990-98)

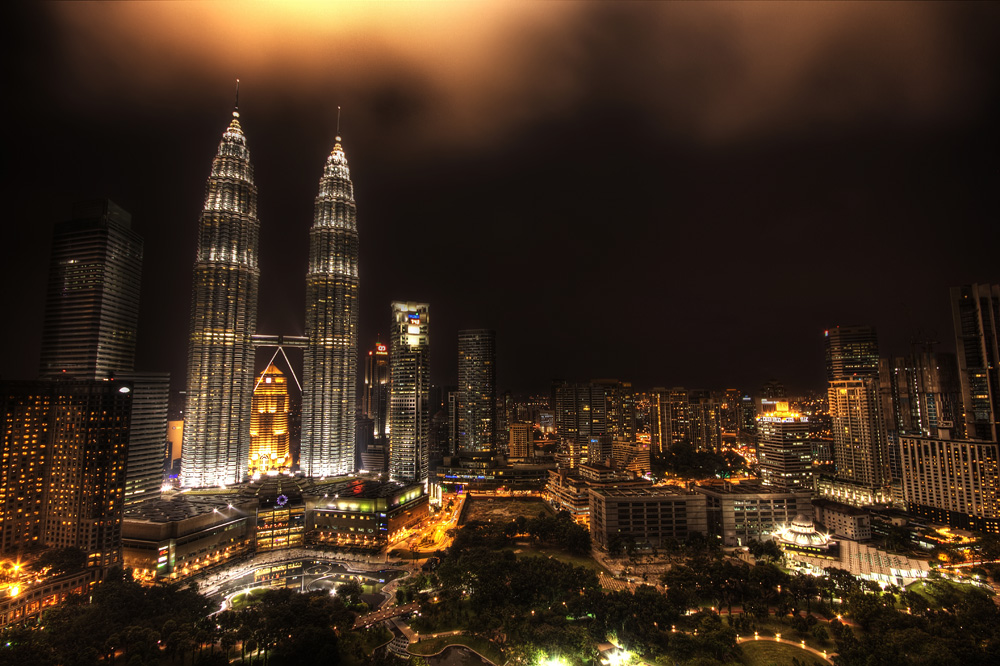
نظرة على برجا بتروناس التوأم والحي التجاري المركزي في كوالالمبور الذي بني في عهد مهاتير.

حدد مهاتير رؤيته الاقتصادية لماليزيا بعد انتهاء السياسة الاقتصادية الماليزية الجديدة في عام 1990. أعلن عن رؤية ماليزيا 2020 في عام 1991 والتي بموجبها ستصبح ماليزيا دولة متقدمة تمامًا خلال 30 عامًا. سيتطلب هذا الهدف متوسط نمو اقتصادي يبلغ حوالي 7% من الناتج المحلي الإجمالي في السنة. إحدى ميزات رؤية ماليزيا 2020 هي أن تتخلص تدريجياً من الحواجز العرقية. كانت رؤية ماليزيا 2020 مصحوبة باستبدال السياسة الوطنية للتنمية وهي السياسة الوطنية للتنمية والتي بموجبها استفادات العرقيات الأخرى من بعض البرامج الحكومية المصممة ليستفيد منها البوميبوترا.
حقق الحزب الوطني نجاحًا في تحقيق أحد أهدافه الرئيسية وهو الحد من الفقر. حقق الحزب الوطني الديمقراطي أحد أهدافه الرئيسية - الحد من الفقر. كان أقل من تسعة في المائة من الماليزيين يعيشون في فقر بحلول عام 1995 وتضاءلت نسبة عدم المساواة في الدخل. أعلن مهاتير أيضا سياسة بانجسا ماليزيا والتي تهدف إلى تمثيل أكبر للأعراق غير الماليزية في ماليزيا. خفضت حكومة مهاتير الضرائب على الشركات وحررت اللوائح المالية لجذب الاستثمارات الأجنبية. نما الاقتصاد بنسبة تزيد على 9 في المائة سنويًا حتى عام 1997 حاولت دول نامية أخرى محاكاة سياسات مهاتير. يعود الفضل في الكثير من التنمية الاقتصادية لماليزيا في التسعينات إلى أنور إبراهيم الذي كان وزير مالية مهاتير منذ عام 1991. ركبت الحكومة الموجة الاقتصادية وفازت في انتخابات عام 1995 بأغلبية متزايدة.
بدأ مهاتير سلسلة من مشاريع البنية التحتية الرئيسية في عقد 1990. كان أحد أكبرها هو إم إس سي ماليزيا وهي منطقة جنوب كوالالمبور صممت على غرار وادي السيليكون لتلبية احتياجات صناعة تكنولوجيا المعلومات، لكن فشل المشروع في توليد الاستثمار المتوقع. مشاريع مهاتير الأخرى تطوير بوتراجاي وجلب سباق جائزة ماليزيا الكبرى للفورمولا 1 إلى سيبانغ. أحد أكثر التطورات إثارة للجدل كان سد باكون في سراوق. كان الهدف من مشروع الطاقة الكهرومائية الطموح نقل الكهرباء عبر بحر الصين الجنوبي لتلبية الطلب على الكهرباء في شبه جزيرة ماليزيا. توقف العمل في السد في نهاية المطاف بسبب الأزمة المالية الآسيوية. أثر ضباب جنوب شرق آسيا عام 1997 على ماليزيا وهو واحد من أسوأ حوادث ضباب في التاريخ بسبب حرائق الغابات الإندونيسية وسبب أزمة تلوث هواء كبيرة للبلاد. أطلق مهاتير على إثر ذلك عملية لمكافحة الحرائق عبر الحدود.

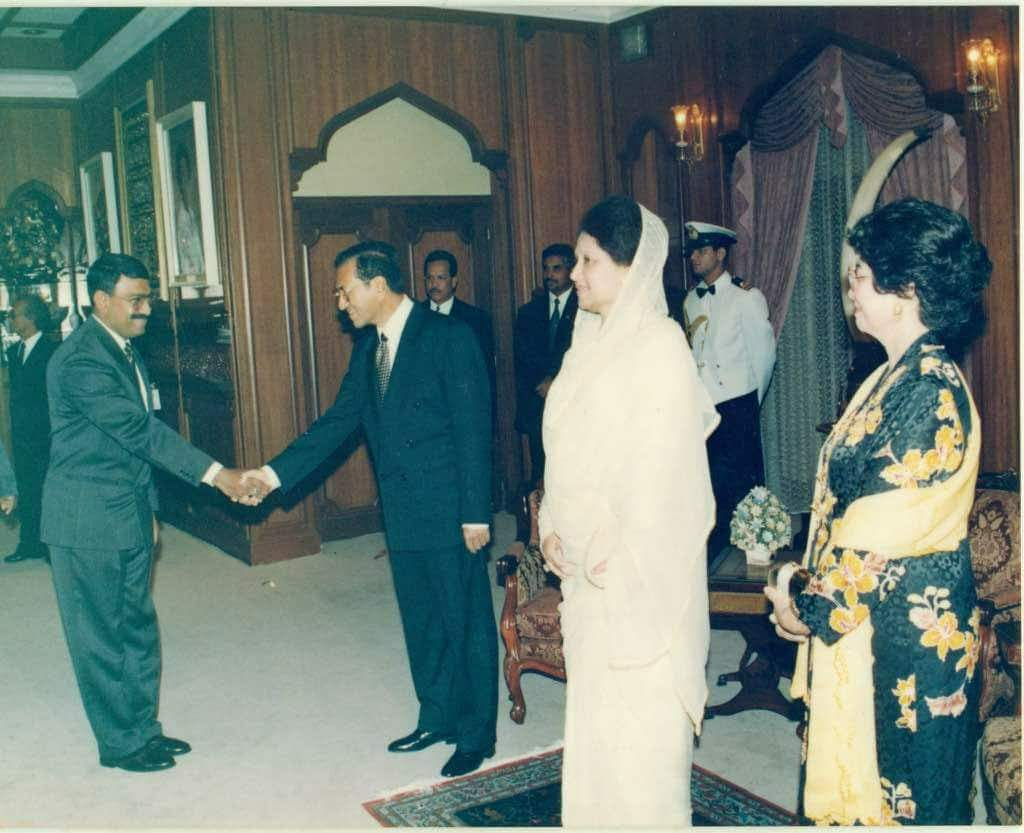
مهاتير محمد يقابل محمد مصدق علي في عام 1994.

هددت الأزمة المالية الآسيوية التي بدأت في تايلاد في منتصف عام 1997 اقتصاد ماليزيا. انخفضت قيمة رينغيت بسبب المضاربة على العملات وهروب الاستثمارات الأجنبية وانخفاض مؤشر البورصة الرئيسي بأكثر من 75 في المائة. بناء على إلحاح من صندوق النقد الدولي خفضت الحكومة إنفاقها بعد إلحاح من صندوق النقد الدولي ورفعت أسعار الفائدة وهو الذي لم يؤدي إلا إلا تفاقم الوضع الاقتصادي. خالف مهاتير نصيحة صندوق النقد الدولي وأنور في عام 1998 فزاد الإنفاق الحكومي وثبت سعر الرينغيت مقابل الدولار الأمريكي. وأربكت النتيجة منتقديه الدوليين وصندوق النقد الدولي، فتعافت ماليزيا من الأزمة بشكل أسرع من جيرانها في جنوب شرق آسيا. كان انتصارًا سياسيًا في المجال الداخلي. أقال مهاتير أنور من منصب وزير المالية ونائب رئيس الوزراء في خضم الأحداث الاقتصادية لعام 1998 ونسب الفضل إليه في تعافي الاقتصاد وعدم استجابته سياسات أنور. قاد أنور الحركة الإصلاحية ضد حكومة مهاتير ردا على ذلك.
اصطدم مهاتير محمد بالملوك الماليزيين بسبب المصالح الاقتصادية المتعارضة في التسعينيات. أقرت حكومة مهاتير تشريعات تتعلق بالأنشطة الملكية استجابةً للصراعات بين العائلة المالكة ورجال الأعمال. عُلقت مشاركة ابن سلطان إسكندر لاعب الهوكي المعروف في واقعة غوميز لعام 1992 لمدة خمس سنوات بسبب اعتدائه على منافس. ردًا على ذلك سحب إسكندر فرق جوهور للهوكي من جميع المنافسات الوطنية. عندما انتقد مدرب محلي قراره أمر اسكندر باحضاره إلى قصره وضربه أدان البرلمان الفيدرالي إسكندر بالإجماع، واستغل مهاتير الوضع لإلغاء الحصانة الدستورية للسلاطين ضد الدعاوى المدنية والجنائية. حظي مهاتير بدعم الصحافة التي بدأت في سابقة غير معهودة بنشر ادعاءات حول سوء سلوك أفراد العائلة المالكة الماليزية.
عندما كشفت وسائل الإعلام عن ثروات الحكام الفاحشة، قرر مهاتير محمد قطع الدعم المالي للعائلات المالكة. ومع تحريض الصحافة والحكومة ضدهم، استسلم السلاطين لمقترحات الحكومة. وقد تم تحديد سلطاتهم في رفض التصديق على مشاريع القوانين بتعديلات دستورية أخرى تم إقرارها في عام 1994. ومع تناقص مكانة وسلطة الملوك الماليزيين، كتب وين أن مهاتير أصبح بحلول منتصف التسعينات "الملك غير المتوج" في ماليزيا. وقد وصفت هيئة الإذاعة البريطانية سياساته في رئاسته الأولى للوز للوزراء بأنها "استبدادية".
كما كشفت الصحافة عن ثروة الحكام الهائلة عندها قرر مهاتير قطع الدعم المالي للأسر الملكية. استسلم السلاطين لمقترحات الحكومة بسبب أن الصحافة والحكومة ضدهم. وحددت صلاحياتهم في رفض الموافقة على مشاريع القوانين بعد تعديلات دستورية أخرى مررت في عام 1994. كتب وين أنه بحلول منتصف تسعينيات القرن العشرين أصبح مهاتير «ملكًا غير متوج» في البلاد مع تضاؤل مكانة وسلطة الملوك الماليزين. وقد وصفت هيئة الإذاعة البريطانية سياساته في رئاسته الأولى للوز للوزراء بأنها "سلطوية".

#### السنوات الأخيرة وخليفته (1998-2003)

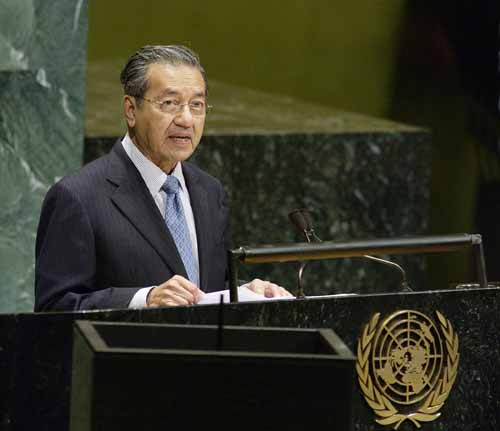
مهاتير يخطب في الجمعية العامة للأمم المتحدة في 25 سبتمبر 2003.

قال كاتب السيرة الذاتية إيان ستيوارت أن طموح أنور السياسي كان أخطر تهديد لسلطة مهاتير محمد بحلول منتصف التسعينيات. بدأ أنور ينأى بنفسه عن مهاتير ويروج علانية لمؤهلاته الدينية العليا واقترح تخفيف القيود المفروضة على الحريات المدنية التي أصبحت سمة مميزة لرئاسة مهاتير للوزراء. لكن استمر مهاتير في دعم أنور ليخلفه في رئاسة الوزراء حتى انهارت علاقتهما في خضم الأزمة المالية الآسيوية، مع تخلي مهاتير عن السياسات النقدية والمالية الصارمة التي حث عليها صندوق النقد الدولي. رفض أنور إنقاذ شركة الشحن الماليزية الدولية، التي كان لابن مهاتير ميرزان مصالح فيها.
انتقد المؤيد البارز لأنور أحمد زاهد حميدي الحكومة لأنها لا تفعل ما يكفي لمكافحة الفساد والمحسوبية في الجمعية العامة للمنظمة الوطنية الماليزية المتحدة في عام 1998. بعدما تولى مهاتير مقاليد السياسة الاقتصادية لماليزيا كان أنور يهمش بشكل متزايد، في 2 سبتمبر تم عزل من منصب نائب رئيس الوزراء ووزير المالية في 2 سبتمبر وطُرد على الفور من المنظمة الوطنية الماليزية المتحدة، لم تعط أي أسباب فورية للفصل. تكهنت وسائل الإعلام أنه يتعلق بمزاعم بسوء السلوك الجنسي الذي تم تداوله في «خطاب القلم السم» في الجمعية العامة. نُظمت مسيرات عامة كبيرة لدعم أنور مع ظهور المزيد من الادعاءات. اعتقل في 20 سبتمبر ووضع رهن الاحتجاز بموجب قانون الأمن الداخلي.
حوكم أنور بأربع تهم بالفساد ناشئة عن مزاعم بأن أنور أساء استخدام سلطته بأمره الشرطة بتخويف الأشخاص الذين زُعم أن أنور مارس اللواط معهم. قال مهاتير للصحافة إنه مقتنع أن أنور مذنب قبل محاكمته. أدين أنور في أبريل 1999 وحكم عليه بالسجن ست سنوات. حكم على أنور بالسجن تسع سنوات أخرى في محاكمة أخرى لإدانته باللواط. تم إلغاء ألغيت إدانة اللواط بعد أن ترك مهاتير لمنصب رئيس الوزراء.
وأثارت إدانة أنور انتقادات من المجتمع الدولي وأدت إلى خسارة الدعم المحلي للائتلاف الحاكم لاعتقاد الشعب أن المحاكمة مسيسة. دافعت وزيرة الخارجية الأمريكية مادلين أولبرايت عن أنور فقالت أنه «زعيماً محترماً للغاية» كان «من حقه المحاكمة العادلة». والتقت بزوجة أنور عزيزة إسماعيل. قال نائب الرئيس الأمريكي آل جور في خطاب ألقاه في كوالالمبور وحضره مهاتير: «لزلنا نسمع النداءات من أجل الديمقراطية … بين شعب ماليزيا الشجاع». رفض رئيس وزراء كندا جان كريتيان لقاء مهاتير في قمة منتدى التعاون الاقتصادي لدول آسيا والمحيط الهادئ في عام 1999 في حين التقى وزير خارجيته مع زوجة أنور عزيزة إسماعيل. شكلت عزيزة حزب ليبرالي معارض وهو حزب العدالة الوطني للمنافسة في انتخابات عام 1999. فقدت المنظمة الوطنية الماليزية المتحدة 18 مقعدًا وحكومتين لولايتين فصوت عدد كبير من الناخبين الماليزيين للحزب الإسلامي الماليزي وحزب العدالة الوطني احتجاجًا على معاملة أنور.
أعلن مهاتير في سبتمبر 2001 أن ماليزيا دولة إسلامية، لم يعجب هذا الإعلان غير المسلمين الماليزيين واعتبره حزب العمل الديمقراطي انتهاك للعقد الاجتماعي والدستور. أعلن مهاتير في الجمعية العامة للمنظمة الوطنية الماليزية المتحدة في عام 2002، وذكر لاحقا أنه سيتقاعد في أكتوبر 2003 مما منحه الوقت الكافي لضمان انتقال منظم وغير مثير للجدل للسلطة إلى خليفته عبد الله أحمد بدوي. بعد أن أمضى مهاتير أكثر من 22 عامًا في المنصب كان أطول قائد منتخب يشغل منصب في العالم. لا يزال أطول من رأس وزراء ماليزيا.

### العلاقات الخارجية

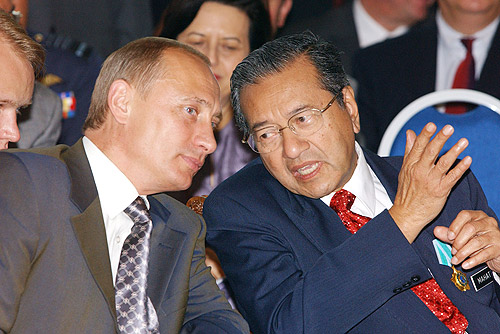
مهاتير مع رئيس روسيا فلاديمير بوتين في عام 2003.

كانت علاقة ماليزيا بالغرب جيدة في فترة مهاتير بشكل عام على كونه ناقد صريح للغرب. أعطى مهاتير الأولوية للتعاون في التنمية مع الدولة الآسيوية. دعا لمقاطعة السلع البريطانية في بداية عهده بعد خلاف صغير مع المملكة المتحدة على رسوم التعليم الجامعي فيما أصبح يعرف باسم حملة «اشترِ أخر غرض بريطاني». نجح مهاتير في التفاوض مع سوهارتو وإنهاء النزاع حول ليجيتان وسيبادان الذي استمر 27 عامًا مع إندونيسيا في محكمة العدل الدولية.
أدان مهاتير إسرائيل مرارا وأكد على دعم ماليزيا لمنظمة التحرير الفلسطينية، إلا أنه خفف من انتقاداته بعد توقيع اتفاقيات أوسلو. قال مهاتير في قمة حركة عدم الانحياز في كوالالمبور في عام 2003 أن الدول الغربية وإسرائيل هي المتسببة في زيادة الإرهاب في العالم، وأضاف «إذا كان الأبرياء الذين لقوا حتفهم في الهجوم على أفغانستان والذين ماتوا بسبب نقص الطعام والرعاية الطبية في العراق يعتبرون أضرار جانبية فإن الثلاثة آلاف الذين ماتوا في نيويورك والمائتين الذين ماتوا في بالي أيضا أضرار جانبية فقط التي تعتبر وفاتهم ضرورية لنجاح العمليات؟».
لعب مهاتير دورًا بارزًا في قمة الأرض عام 1992 التي عارض معاهدة دولية لحماية الغابات معتبرًا إياها تأثيرًا غير ضرورية ومعيقة لتنمية الدول الفقيرة في الجنوب العالمي. وكان قد هدد بانسحاب ماليزيا من القمة إذا كان نشطاء حماية البيئة ينوون انتقاد قطع الأشجار في البلاد.

#### سياسة النظر شرقا

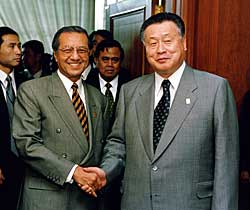
مهاتير يصافح رئيس الوزراء الياباني يوشيرو موري في سنغافورة في 25 نوفمبر 2000

أعلن مهاتير سياسة "النظر شرقا" في عام 1982. فأعطى مهاتير الأولوية للتعاون مع اليابان بشكل خاص على أمل أن يعزز ذلك من الاقتصاد الماليزي وأن يكون لأخلاقيات العمل والقيم والمعايير الأخلاقية اليابانية تأثير إيجابي على الماليزيين. كما عزز مهاتير التعاون السياسي والاقتصادي مع الصين، واعتمد التناقض الدبلوماسي بشأن القضايا الأمنية لتجنب تصعيد النزاعات الإقليمية في بحر الصين الجنوبي. وانتقد الصين علنًا وحملها دعم التمرد الشيوعي في ماليزيا، لكنه قلل من شأن أي تهديد عسكري ممكن أن تشكله الصين بعد انتهاء الحرب الباردة. قاد مهاتير أيضا عدة وفود كبيرة إلى الصين وروسيا سعيا للتعاون الاقتصادي الإقليمي في خضم الأزمة المالية الآسيوية.

#### الولايات المتحدة

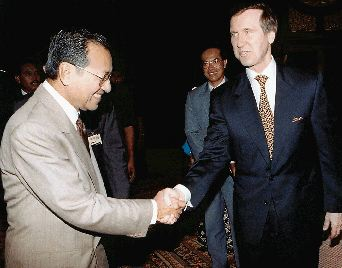
مهاتير يحيي وزير الدفاع الأمريكي وليام كوهين في كوالا لامبور في عام 1998 خلال مؤتمر حوار المحيط الهادئ.

لطالما انتقد مهاتير السياسة الخارجية للولايات المتحدة ولكن ظلت العلاقات بين البلدين إيجابية وكانت الولايات المتحدة أكبر مصدر للاستثمارات الأجنبية وكانت أحد أقرب حلفاء ماليزيا وقت حكم مهاتير.
تلخص جلسة الاستماع في مجلس النواب الأمريكي لعام 2003، التي عقدتها اللجنة الفرعية لشرق آسيا والمحيط الهادئ التابعة للجنة العلاقات الدولية (المعروفة الآن بلجنة الشؤون الخارجية)، العلاقات بين الولايات المتحدة وماليزيا كالآتي: "على التصريحات العلنية الحادة من رئيس الوزراء مهاتير، إلا أن التعاون بين الولايات المتحدة وماليزيا كان قوي في مجالات متعددة كالتعليم والتجارة والعلاقات العسكرية ومكافحة الإرهاب". كان مهاتير ينتقد السياسة الخارجية الأمريكية علنيًا، خصوصًا وقت رئاسة جورج دبليو بوش.
ذكرت بي بي سي أن العلاقات مع الولايات المتحدة أخذت منعطفاً نحو الأسوأ في عام 1998 عندما صرح نائب الرئيس الأمريكي آل جور في منتدى التعاون الاقتصادي لدول آسيا والمحيط الهادئ الذي استضافته ماليزيا: «تمنح الديمقراطية طابع الشرعية الذي يجب أن تكون عليه الإصلاحات حتى تكون فعالة. لكن بين الأمم التي تعاني من الأزمات الاقتصادية لزلنا نسمع دعوات الديمقراطية والإصلاح بلغات عدة – الثورة الفلبينية 1986 ودوي موي وريفورماسي. نسمعهم اليوم - هنا، الآن - بين شعب ماليزيا الشجاع.»، أثار هذا الخطاب غضب مهاتير وغيره من الوزراء. فسر المحللون تعليقات آل جور أنها انتقاد لسجن أنو.
كان جور والولايات المتحدة ينتقدان محاكمة نائب مهاتير السابق أنور إبراهيم فوصفاها بأنها «محاكمة استعراضية». كما كان أنور المتحدث الرسمي الماليزي البارز عن السياسات الاقتصادية التي فضلها صندوق النقد الدولي والتي شملت رفع أسعار الفائدة. علق مقال في ماليزيا اليوم قائلاً أن «تعليقات آل جور تشكل هجومًا غير دقيق على رئيس وزراء ماليزيا مهاتير محمد وبشكل عام على الحكومات بما في ذلك اليابان التي تقاوم المطالب الأمريكية بإجراء المزيد من إصلاحات السوق».
كانت حكومة الولايات المتحدة قد انتقدت الحكومة الماليزية سابقًا لتطبيق القانون الأمن الداخلي، استشهد مهاتير بأمريكا لتبرير تصرفاته في حديثه عن الاحتجاز التعسفي دون محاكمة سجناء الرأي في ماليزيا قال: «لقد أظهرت الأحداث في الولايات المتحدة وجود حالات تحتاج فيها بعض السلطات الخاصة لحماية الجمهور من أجل الصالح العام». كانت حكومة الولايات المتحدة قد انتقدت الحكومة الماليزية سابقًا لتطبيق القانون الدولي وكان آخرها في عام 2001 عندما قال الرئيس جورج دبليو بوش: «إن قانون الأمن الداخلي هو قانون صارم. ولا ينبغي لأي بلد أن يمتلكه بعد الآن. قوانين تسمح بالاحتجاز دون محاكمة». لكن في عام 2004 عكس بوش موقفه وادعى: «لا يمكننا ببساطة القول أن قانون الأمن الداخلي الماليزي قانون شديد القسوة».
تسبب غزو العراق لعام 2003 في توتر العلاقات أيضا بين البلدين فقد كان مهاتير ينتقد الرئيس جورج دبليو بوش بشدة بسبب تصرفه دون تفويض من الأمم المتحدة.

#### أستراليا
كانت علاقة مهاتير بأستراليا وعلاقته بالقادة السياسيين الأستراليين متوترة. انتقد مهاتير علنًا التاريخ الاستعماري لأستراليا وعلاقتها الوثيقة مع الولايات المتحدة. تدهورت العلاقات بشكل كبير في عام 1993 عندما وصف بول كيتنغ مهاتير بأنه «متمرّد» لغيابه عن قمة منتدى التعاون الاقتصادي لدول آسيا والمحيط الهادئ، ردًا على ذلك هددت الحكومة الماليزية بفرض عقوبات تجارية، بينما زعمت الحكومة الأسترالية أن كيتنغ أخطأ في التعبير وأنه وكان يقصد "عنيد".

#### سنغافورة
كانت العلاقات مع سنغافورة متوترة في كثير من الأحيان في عهد مهاتير محمد، واشتبك مهاتير مع رئيس الوزراء لي كوان يو. نقطتي الخلاف الرئيستان هما طلب سنغافورة من ماليزيا نقل نقطة تفتيش الهجرة للسكك الحديدية من تانجونج باجار والنزاعات حول سعر المياه. حدد اتفاق عام 1990 شروط تطوير الأراضي لنظام النقل السريع ولكن استمرت النزاعات طوال العقد التالي. كما تناقش مهاتير ونظراؤه السنغافوريون حول ملكية جزر بيدرا برانكا والواقعة بين البلدين، ما حدث أن اتفق البلدين على الانتهاء من تسوية ملكية الجزر من عام 1981 حتى عام 1992 على الأقل. صعدت الأزمة المالية الآسيوية عام 1997 من التوترات، فعرضت سنغافورة أسعار فائدة عالية على ودائع الرينغيت وهو ما سبب مشاكل في تدفق النقد إلى ماليزيا. العديد من القضايا التي أثيرت في رئاسة مهاتير محمد الأولى لم تحل.
لكن من الناحية الإيجابية توصلت سنغافورة وماليزيا إلى اتفاق في عام 1988 ببناء سد لينغوي على نهر جوهور الذي سيوفر المياه الخام إلى المدينة التي تعاني من ندرة المياه (سنغافورة). أعلن لي ومهاتير عن خطة لخط أنابيب الغاز الطبيعي من تيرينجانو إلى سنغافورة، الذي اكتمل بعد 10 سنوات في يناير 1992.
كتب مهاتير على مدونة chedet.cc عند وفاة لي كوان يو في مارس 2015 مقال بعنوان «كوان يو وأنا»، وأعرب عن أسفه وحزنه لوفاة لي. وقال أنه لم يعادي لي على الاختلاف الكبير بينهما حول ما هو جيد لتزدهر سنغافورة. وكتب أنه مع وفاة لي فقدت أسيان القيادة القوية لكل من لي وكذلك رئيس إندونيسيا سوهارتو الذي توفي في وقت سابق من عام 2008. يعتقد العديد من المحللين السياسيين أنه مع وفاة لي فإن مهاتير هو آخر «القادة القدامى» في جنوب شرق آسيا.
قال مهاتير في الذكرى السنوية الأولى لوفاة لي كوان يو في أبريل 2016 أن السنغافوريين يجب أن يقدّروا مساهمات لي كوان يو وتضحياته التي كانت محورية لنجاح سنغافورة اليوم. وقال مهاتير أن لي مسؤول عن تحويل سنغافورة إلى مركز مالي بمرفأ من الطراز العالمي وإلى مركز للطيران. وقال هذا إنجاز علينا جميعا أن ندركه. يقول مهاتير مرة أخرى أن لي له موقفه الخاص الذي ليس هو موقف ماليزيا.

#### البوسنة والهرسك

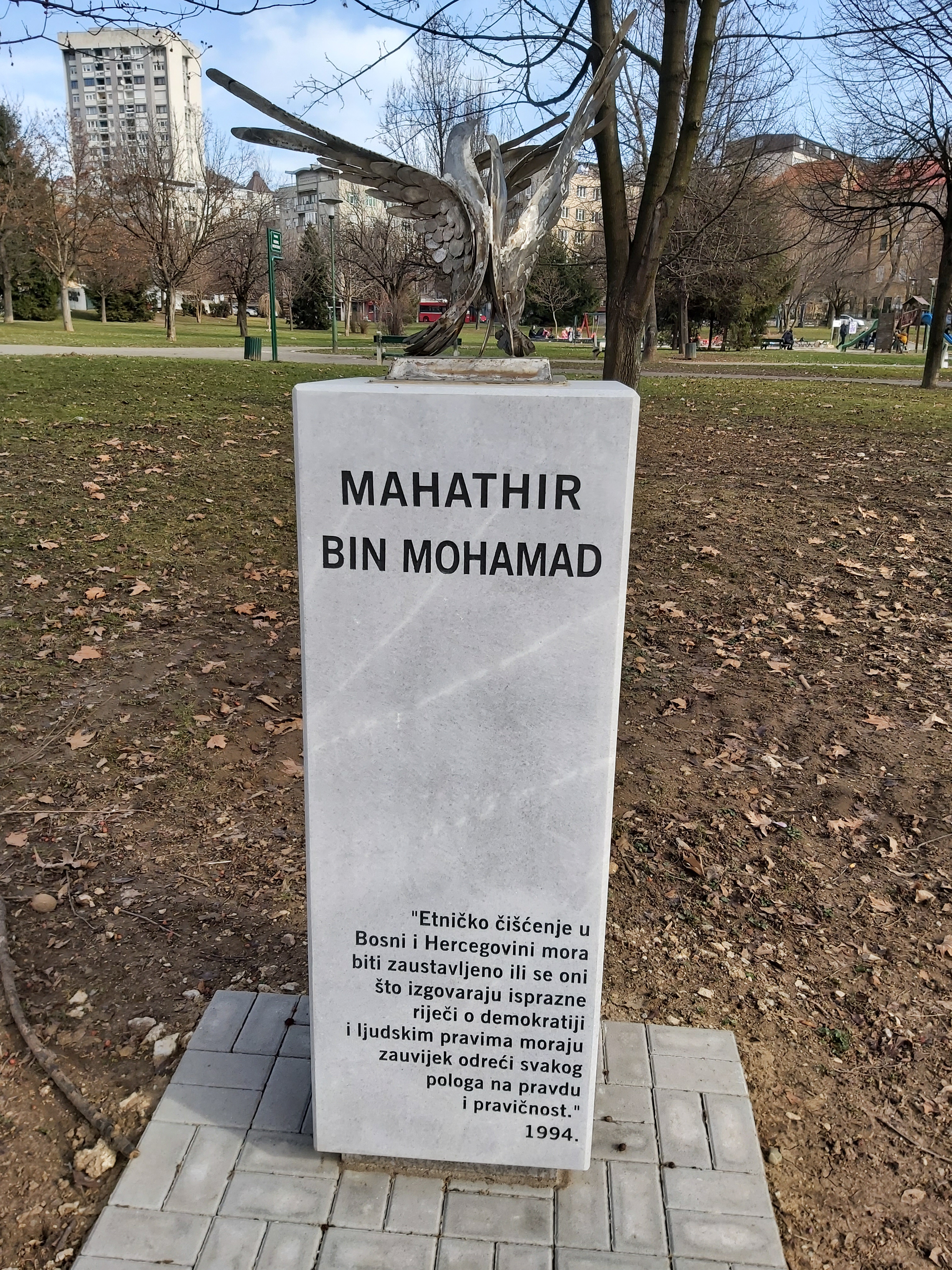
أقيم نصب تذكاري لمهاتير في العاصمة البوسنية سراييفو في عام 2020.

كان مهاتير أحد المدافعين الدوليين البارزين عن البشناق في البوسنة والهرسك خلال فترة ولايته. سمحت حكومته للبوسنيين بالسفر إلى ماليزيا دون تأشيرة وقت حرب البوسنة والهرسك. كان مؤثرا في إقامة قمة منظمة المؤتمر الإسلامي في كراتشي عام 1993 لمناقشة حاجة الجيش البوسني لأسلحة وقت الحرب. أرسلت ماليزيا قوات ضمن قوات حفظ السلام التابعة للأمم المتحدة إلى البوسنة وكانت جزءا من مجموعة الاتصال التي تدافع عن البوسنة في الأمم المتحدة.

## ما بين رئاستي الوزراء (2003-2018)

### التقاعد عن السياسة (2003–2015)

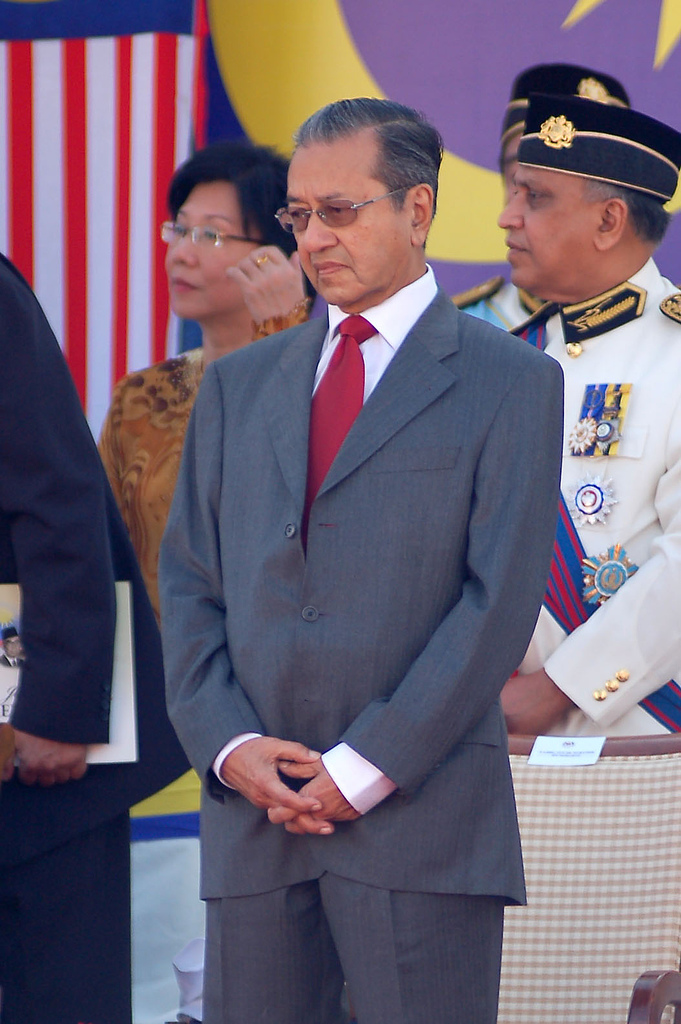
مهاتير في احتفالات العيد الوطني في أغسطس 2007.

مُنح عند تقاعده مهاتير محمد وسام القائد الكبير لوسام المدافع عن المملكة مما سمح له بتبني لقب «تون». وتعهد بترك السياسة «بالكامل» رافضًا دورًا فخريًا في حكومة عبد الله. ترك عبد الله بصمته على الفور علامته في رئاسة الوزراء فكان أكثر هدوء وأقل معارضة. تمكن عبد الله بحزبه من التغلب على الحزب الإسلامي الماليزي في انتخابات عام 1999 وقيادة حزب الجبهة الوطنية في انتخابات 2004 إلى أكبر فوز له على الإطلاق حصل فيه على 199 مقعد من 219 مقعدًا برلمانيًا.
كان مهاتير الرئيس التنفيذي ورئيس مجلس الإدارة أي مستشارًا كبيرًا لكثير من الشركات الماليزية الرائدة مثل بروتون ومؤسسة بيردانا للقيادة وشركة بتروناس للنفط والغاز المملوكة للحكومة الماليزية وما إلى ذلك. كان لدى مهاتير وعبد الله نقاط خلاف كبيرة حول بروتون في عام 2005. كان رئيس بروتون التنفيذي وهو حليف مهاتير أُقيل من مجلس إدارة الشركة. بمباركة عبد الله باعت الشركة بعد ذلك أحد أصول شركة الكبيرة شركة الدراجات النارية إم في أغستا التي تم شراؤها بناء على نصيحة مهاتير. كان عبد الله يحاول إصلاح الشركة وفرض رسوم جمركية مرتفعة على واردات السيارات الأجنبية، اتهم مهاتير حكومة عبد الله بالمحسوبية فيما يتعلق بتراخيص الاستيراد. ثم قال مهاتير أن منح تصاريح استيراد للسيارات الأجنبية أنها تسببت في ضعف مبيعات بروتون المحلية، وهاجم عبد الله لإلغاء بناء جسر ثان بين ماليزيا وسنغافورة.
اشتكى مهاتير من أن وجهات نظره لم تبثها الصحافة الماليزية بشكل كاف، لذا انتقل إلى عالم التدوين فكان صاحب عمود في ماليزيا اليوم وهو وهو موقع إخباري إعلامي على الإنترنت وبدأ مدونته الخاصة. وقد حاول دون جدوى انتخاب عضو من حزبه المحلي ليكون مندوبًا عن الجمعية العامة للمنظمة الوطنية الماليزية المتحدة في عام 2006 حيث خطط لتحد قيادة عبد الله. استقال مهاتير من المنظمة الوطنية الماليزية المتحدة بعد انتخابات عام 2008 التي خسرت فيها الحزب أغلبية الثلثين في البرلمان. عاد مهاتير إلى الحزب بعد أن رأس الحزب نائ عبد الله نجيب عبد الرزاق في عام 2009.
أطلق مهاتير مبادرة كوالالمبور لتجريم الحرب في محاولة لإنهاء الحرب على مستوى العالم، وكذلك منظمة لجنة كوالالمبور لجرائم الحرب للتحقيق في أنشطة الولايات المتحدة وإسرائيل وحلفائها في العراق ولبنان والأراضي الفلسطينية. حضر مهاتير مؤتمرا في مارس 2015 أعرب فيه عن إيمانه ب "النظام العالمي الجديد"، فستحاول النخبة حكم الكوكب في حكومة عالمية واحدة وإبادة مليارات البشر.

### العودة إلى السياسة (2015–2018)
دعا مهاتير مرارا رئيس الوزراء نجيب عبد الرزاق إلى الاستقالة بسبب فضيحة فساد الصندوق السيادي الماليزي. حضر هو وزوجته سيتي حازمة مسيرة بيرسيه 4 في 30 أغسطس والتي تظاهر فيها عشرات الآلاف الذين يطالبون باستقالة نجيب.
ترأس مهاتير إعلان المواطنين الماليزيين في عام 2016، الذي دعى فيه هو والعديد من الشخصيات السياسية والمنظمات غير الحكومية إلى استقالة نجيب. وكان رد نجيب على اتهامات الفساد هو تشديد قبضته على السلطة عن طريق استبدال نائب رئيس الوزراء وتعليق صحيفتين ودفع البرلمان لإقرار مشروع قانون مجلس الأمن القومي المثير للجدل الذي يمنح رئيس الوزراء سلطات غير مسبوقة.
غادر مهاتير المنظمة الوطنية الملاوية المتحدة في عام 2016 وشكل حزب سكان ماليزيا الأصليين المتحدين. سُجل الحزب الجديد رسميًا في 9 سبتمبر 2016 وأصبح مهاتير رئيسا له. انضم رسميا إلى تحالف الأمل المعارض في عام 2017، ثم جرت مفاوضات بين فصائل مختلفة في التحالف ليصبح مهاتير رئيسه ومرشحه لرئاسة الوزراء. تولى منصب رئيس التحالف في 14 يوليو 2017، لم يتمكن أنور إبراهيم من التنافس في الانتخابات بسبب سجنه.
أشار مهاتير محمد لنجيب عبد الرازق أثناء تعلقيه على فضيحة الصندوق السيادي في 14 أكتوبر 2017 بقوله: «رئيس الوزراء الذي جاء من» قراصنة بوقس «يحكم ماليزيا الآن»، «عُد إلى سولاوسي». أثار تعليقه سخط شعب بوقس في ماليزيا وإندونيسيا. كما أحبطت أيضًا سلطان جوهور وسلطان سيلانجور سليل بوقس. ألغيت ملكيته لمنزل في كلنتن في 8 فبراير عام 2018 وزميلين أخرين في تحالف الأمل دون أي مبرر.
أعلن تحالف الأمل المعارض في 8 يناير 2018 أن سيكون مهاتير مرشح الحزب لرئاسة الوزراء في الانتخابات المقبلة التي ستجرى في 9 مايو 2018 سعيا للإطاحة بحليفه السابق نجيب تون عبد الرزاق. وأن عزيزة وان إسماعيل زوجة عدوه السياسي السابق أنور إبراهيم ستكون نائبته. سعى مهاتير للحصول على عفو عن أنور لكي يستطيع العودة لمنصب رئيس الوزراء بعد فترة انتقالية.

## رئاسة الوزراء للمرة الثانية
أطيح بنجيب عبد الرزاق من منصب رئيس الوزراء وحزبه الحاكم ائتلاف الجبهة الوطنية الحكومي بعد الانتصار التاريخي لتحالف الأمل المعارض بقيادة مهاتير محمد في 9 مايو 2018. برزت المخاوف من انتقال سلس للسلطة حيث أعلن نجيب تون عبد الرزاق على الرغم من اعترافه بهزيمة حزبه والتحالف خلال مؤتمر صحفي في الساعة 11 صباحا أنه لم يحقق أي حزب الأغلبية (بسبب حقيقة أن التحالف المعارض كان ينافس الأحزاب الفردية المتحالفة ولم يتم تسجيلها بنجاح كوحدة واحدة من قبل اللجنة الانتخابية التي كان يعتقد أنها تحت تأثير نجيب الثقيل خلال سلطته) وبالتالي ترك تعيين رئيس الوزراء مقرًا بيد رئيس الدولة الماليزي. لكن أصدر القصر الوطني الماليزي على الفور بيانًا ملكيًا مؤكداً أن مهاتير محمد سيؤدي اليمين ليصبح رئيس وزراء ماليزيا الساعة 9.30 مساءً في اليوم نفسه (10 مايو 2018) ودحض بشدة أي ادعاءات بتأخير تعيين رئيس الوزراء.
كان مهاتير وقتها أكبر زعيم حالي في العالم سنا بعمر 92 سنوات و304 أيام. كما أنه كان أول رئيس وزراء من غير حزب المنظمة الوطنية الملايوية المتحدة. كما أصبحت عزيزة وان إسماعيل، زوجة أنور إبراهيم، نائبة رئيس الوزراء وبذلك تصبح أول امرأة تشغل منصب نائب رئيس الوزراء في ماليزيا.

### الشؤون الداخلية
وعد مهاتير "باستعادة سيادة القانون" وأعاد فتح التحقيقات في فضيحة الصندوق السيادي الماليزي وقال للصحافة أن نجيب سيعاقب إذا ما أدين بالفساد. كما أمر مهاتير وزارة الهجرة بمنع نجيب وزوجته روزما منصور من مغادرة البلاد بعد محاولتهما السفر إلى إندونيسيا.
شكل مهاتير حكومته السابعة المؤلفة من 29 وزيرًا في يونيو 2018. ألغى الضريبة على السلع والخدمات التي لم تكن ذات شعبية، مخفضًا إياها من ستة إلى صفر بالمائة. وتعهد بتقليل الإنفاق المالي عن طريق فصل آلاف من موظفي الخدمة المدنية وإلغاء مشروع خط السكة الحديدية عالي السرعة المكلف بين كوالالمبور وسنغافورة وتقليص المشاريع الكبيرة للبنية التحتية التي بدأت في عهد نجيب. تحسنت حرية الصحافة في ماليزيا تحسنًا طفيفًا في عهد مهاتير وارتفع تصنيف البلاد في مؤشر حرية الصحافة. وأعلنت الحكومة أن زراعة زيت النخيل ستقتصر على 6.55 مليون هكتار بحلول عام 2023، وبدأت حملة دولية لتحسين صورة زيت النخيل.
التقى مهاتير محمد بوالد المرأة المنغولية المقتولة ألتانتويا شاريبوو في 20 يونيو 2018، ووافق على إعادة فتح تحقيق في قضية مقتلها.
تراجعت شعبية مهاتير بعد عام من توليه السلطة بسبب تباطؤ الاقتصاد وعدم تنفيذ العديد من الإصلاحات الموعودة، مثل إلغاء عقوبة الإعدام وقانون الفتنة لعام 1948، وذلك وسط خلافات داخل الائتلاف الحاكم. أعلن مهاتير في أكتوبر 2019 عن "رؤية الازدهار المشترك 2030" التي تهدف إلى جعل ماليزيا دولة ذات دخل مرتفع بحلول عام 2030. كما كانت من أولويات حكومته اتباع سياسة دفاعية أكثر شفافية فقامت بإعداد أول ورقة بيضاء للسياسة الدفاعية في البلاد توضح الخطط الاستراتيجية طويلة الأمد.

### العلاقات الخارجية

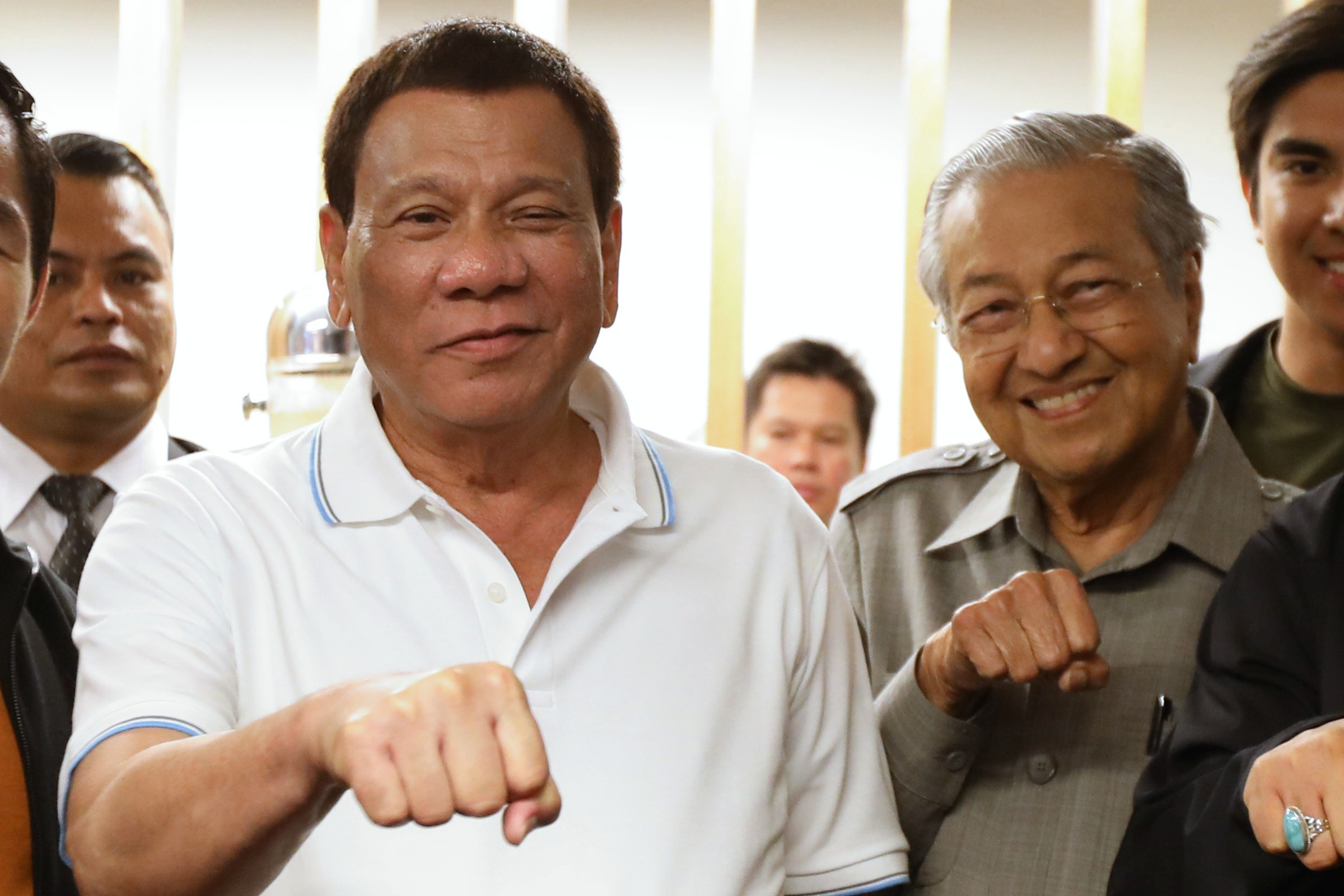
مهاتير مع الرئيس الفلبيني رودريغو دوتيرتيفي 15 يوليو 2018

زار مهاتير اليابان وإندونيسيا في بداية ولايته الثانية، لتأكيد علاقات دولته الطيبة معهما وأثار مجددًا النزاع حول المياه مع سنغافورة. ظهرت العديد من النزاعات بشأن الحدود البحرية والمجال الجوي مع سنغافورة في نهاية عام 2018. التقى مهاتير بالرئيس الفلبيني رودريغو دوتيرتي مرتين في العام الأول من ولايته لتعزيز التعاون مع الفلبين في مختلف القضايا الأمنية والاقتصادية والسياسية.
أولى مهاتير اهتمامًا خاصًا بالعلاقات مع اليابان وعمل على تقوية العلاقات الاقتصادية والدفاعية مع روسيا. وقد زار فلاديفوستوك لحضور اجتماع المنتدى الاقتصادي الشرقي في أواخر عام 2019، الذي عبر فيه عن شكوكه حول نتائج التحقيق المشترك بشأن إسقاط الخطوط الجوية الماليزية الرحلة 17. ووصف مهاتير الاتهامات الموجهة لأربعة روس بالتورط في الحادث بأنها "سخيفة"، معتبرًا إياها "قضية سياسية لإلصاق الخطأ بروسيا". أعلنت ماليزيا عن إطار عمل جديد لسياستها الخارجية في أواخر عام 2019. بحث مهاتير مع الرئيس الإندونيسي جوكو ويدودو إمكانية تقديم شكوى رسمية إلى منظمة التجارة العالمية أو رفع قضية إلى محكمة العدل الأوروبية ردًا على اللوائح الأوروبية التي تنص على التخلص التدريجي من الوقود الحيوي المستخرج من زيت النخيل.
أدان مهاتير اغتيال الولايات المتحدة للجنرال الإيراني قاسم سليماني في عام 2020.

#### كوريا الشمالية
رحب مهاتير بقمة كوريا الشمالية والولايات المتحدة الأمريكية 2018. وقال: «على العالم ألا يعامل الزعيم الكوري الشمالي كم جونغ أون بشكوكية وأن يتعلم بدلاً من ذلك من موقفه الجديد تجاه إحلال السلام». في مؤتمر صحفي مشترك في طوكيو مع اليابان قال مهاتير: «كنا نأمل في التوصل إلى نتيجة ناجحة من الاجتماع التاريخي» مضيفًا أن: «ماليزيا ستعيد فتح سفارتها في كوريا الشمالية كحل للخلاف الدبلوماسي حول اغتيال كيم جونغ نام في العام الماضي». كما دعم عملية السلام الكورية 2018-19.

#### الصين
حافظت إدارة مهاتير على علاقات جيدة مع الصين، وتعهدت بإعادة النظر في مشاريع مبادرة الحزام والطريق التي بدأتها الحكومة الماليزية السابقة. ووصف مهاتير هذه المعاهدات بأنها "غير متكافئة". علقت الحكومة على إثر ذلك مشروع خط سكة حديد الساحل الشرقي، والذي استُئنف لاحقًا بعد إعادة التفاوض على الشروط. كما ألغى مهاتير صفقات بقيمة 2.8 مليار دولار مع شركة خطوط أنابيب البترول الصينية بسبب ارتفاع تكاليف السداد.
أجرى مهاتير محادثات مع الرئيس الصيني شي جين بينغ في 13 فبراير 2020 لبحث التعاون والتضامن في مواجهة تفشي جائحة فيروس كورونا.

### الأزمة السياسية والاستقالة 2020
نشأت خلافات داخل ائتلاف باكاتان هارابان في نهاية عام 2019 بشأن خطة تسليم السلطة من مهاتير إلى أنور إبراهيم، والتي أصبحت أزمة سياسية في عام 2020. كان مهاتير وحزبه يعتقدون أن أنور لن يستطيع الحصول على الأغلبية البرلمانية. طالب النواب المؤيدون لأنور بجدول زمني لاستقالة مهاتير ونقل السلطة.
اتحد النواب المعارضون لأنور واتفقوا على تشكيل حكومة جديدة في فبراير 2020. صرح أنور لوسائل الإعلام بأنه تعرض بالخيانة. عقد أنور ومهاتير اجتماعًا لتوضيح الأمور أكد في مهاتير أنه لن يكون له دور في الحكومة الجديدة.
رفض مهاتير محمد العمل مع قادة المنظمة الوطنية الماليزية المتحدة وقدم استقالته إلى الأغونغ عبد الله أحمد شاه في 24 فبراير 2020. عُيّن بعدها الأغونغ رئيسًا مؤقتًا للوزراء حتى يُتفق على رئيس جديد للوزراء. أعلن رئيس حزب سكان ماليزيا الأصليين المتحدين محيي الدين ياسين انسحاب الحزب من تحالف باكاتان هارابان، فترك مهاتير الحزب ردًا على ذلك. عيّن الأغونغ في 29 فبراير محيي الدين ياسين رئيسًا للوزراء، معتبرًا إياه الأكثر قدرة على نيل دعم الأغلبية في البرلمان. ترك مهاتير مكتب رئيس الوزراء قبل ساعة من أداء محيي الدين اليمين الدستورية.

## ما بعد رئاسة الوزراء (2020 إلى الآن)

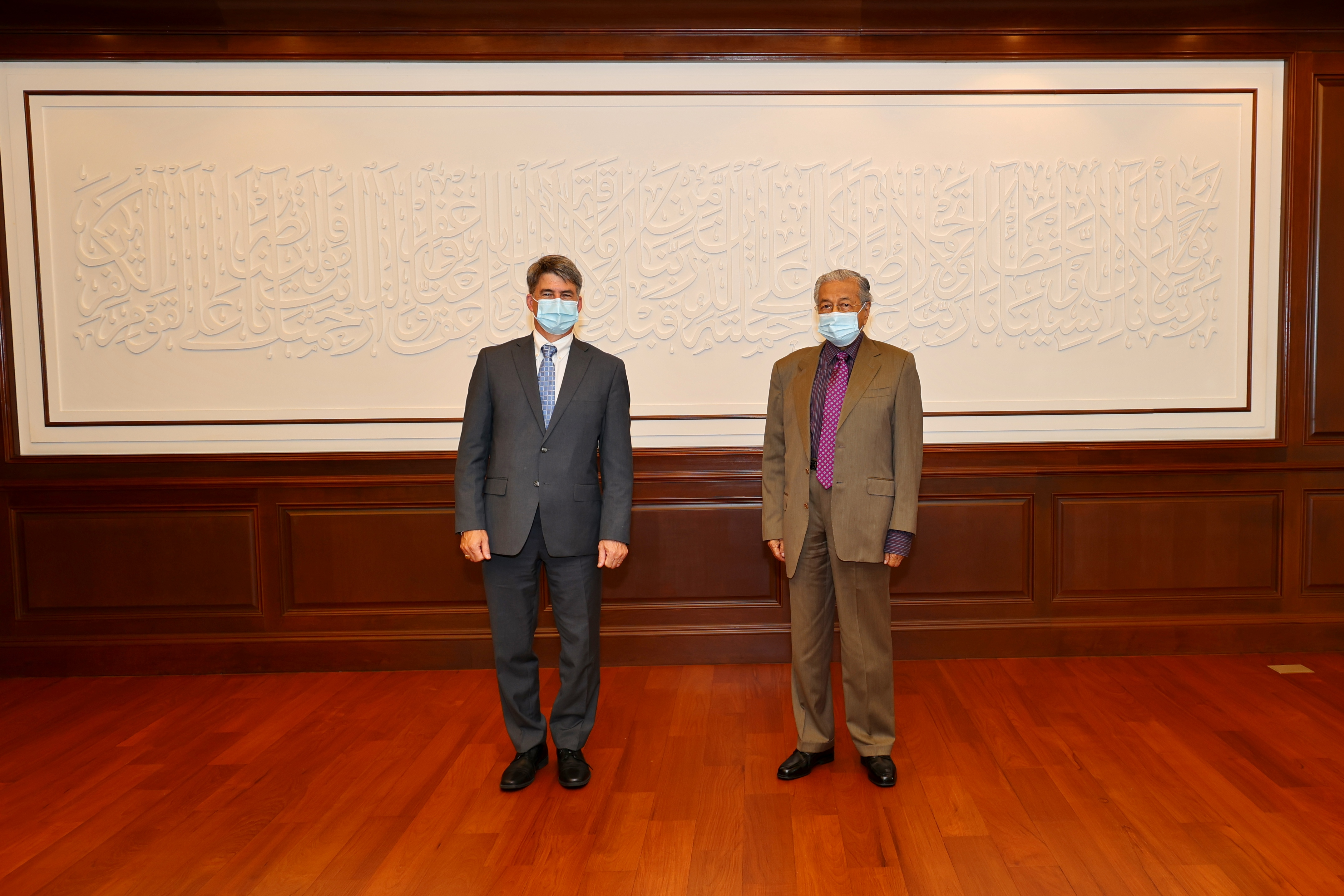
مهاتير يلتقي سفير الولايات المتحدة في ماليزيا براين دي ماكفيترز في 22 نوفمبر 2021

شكل مهاتير حزب مقاتلي الوطن (PEJUANG) في أغسطس 2020. وانضم إلى حزبه الجديد أربعة نواب آخرين منهم نجل مهاتير مخريز مهاتير. سُجل الحزب في يوليو 2021. احتج مهاتير ونواب آخرون في ميدان مرديكا في أغسطس 2021 مطالبين باستقالة محيي الدين بسبب طريقة استجابة الحكومة لجائحة فيروس كورونا، بعد أن منعته الشرطة من دخول البرلمان.
رفع رئيس المنظمة الوطنية الماليزية المتحدة أحمد زاهد حميدي دعوى تشهير ضد مهاتير في أبريل 2022. أدلى مهاتير بتصريحات في يونيو 2022 قال فيها أن سلطنة جوهر حكمت سنغافورة وجزر رياو الإندونيسية، وقال أن ماليزيا يجب أن تطالب بحكمهما.
قال مهاتير في سبتمبر 2022 أنه متقبل لفكرة أن يصبح رئيسًا للوزراء للمرة الثالثة إذا لم يكن هناك مرشحون كفئ آخرون. كان قد قال أنه لن يشارك في الانتخابات على مقعده البرلماني (لانكاوي)، ثم أعلن بعدها أنه سيخوض الانتخابات العامة لعام 2022. خسر مهاتير مقعده في انتخابات 19 نوفمبر 2022 لتكون أول هزيمة انتخابية له منذ 53 عاما. لم يحصل أي مرشح من حزبه مقاتلي الوطن على أي مقعد. قال لاحقا إن خطط حزبه "يجب إلغائها" وسيحول تركيزه إلى الكتابة عن التاريخ الماليزي.
ترك مهاتير وثلاثة عشر عضوًا آخرين حزب مقاتلي الوطن في فبراير 2023، تاركين ابنه في الحزب، وانضموا إلى حزب بوميبوتيرا بيركاسا ماليزيا (PUTRA). شرع مهاتير في وقت ذلك من العام في دعم "إعلان الملايو" الذي يسعى لتوحيد الملايو، والتقى بقادة الحزب الإسلامي الماليزي والحزب الوطني التقدمي لكسب الدعم للإعلان المكون من اثنتي عشرة نقطة الذي يتناول القضايا السياسية والاقتصادية والاجتماعية. استجوبت الشرطة مهاتير حول هذه الحملة بموجب قانون العقوبات الماليزي بتهمة "القيام بأنشطة تقوض الديمقراطية البرلمانية". كما انسحب مهاتير من جيراكان تاناه إير وانتقد الائتلاف لأدائه الضعيف في الانتخابات. وقد دعم ائتلاف التحالف الوطني، الذي أزاحه من السلطة في عام 2020، في انتخابات ست ولايات وعيين "مستشارًا غير رسمي" لحكومات الولايات الأربع التي فاز التحالف فيها.
أدلى مهاتير محمد بتصريحات جدلية جديدة في يناير 2024 حول الهنود الماليزيين فقال أنهم غير مخلصين تمامًا لماليزيا لأنهم لا يزالون يعرّفون أنفسهم بأنهم من الهند. وذكر أنهم يجب أن يذكرون أنهم ماليزيين ويتحثوا باللغة الملايوية بدلاً من التاميلية ليحق لهم اعتبار ماليزيا وطنهم. كما قال أن على غير الماليزيين الاندماج و"أن يصبحوا ماليزيين". أثارت هذه التصريحات انتقادات شديدة من عدة سياسيين ومنظمات منهم وزير الوحدة الوطنية آرون أغو داغانغ ووزير الرقمية غوبيند سينغ ديو وعضو البرلمان عن باغان ليم غوان إنغ وعضو الجمعية التشريعية لولاية جوهور عن بوتيري وانغسا أميرة عائشة عبد العزيز.
استدعت لجنة مكافحة الفساد الماليزية (MACC) ميرزان ومخزير ابني مهاتير محمد في يناير 2024 بشأن قضايا فساد وإساءة استخدام السلطة. أعلنت اللجنة في 11 مارس 2024 أن التحقيق حول وثائق باندورا ووثائق بنما، ويتعلق بنجلي مهاتير ميرزان ومخزير. نقلت بلومبيرغ في 26 مارس 2024 أن تحقيق لجنة محافحة الفساد مع ميرزان ومخزير يهدف للتحري عما إذا كان مهاتير قد ارتكب فسادًا وإساءة استخدام السلطة خلال فترة حكمه. أكد مخريز ذلك في 31 من الشهر نفسه. ذكر مهاتير في مدونته في 16 أبريل 2024 أن لجنة مكافحة الفساد اتهمته بانتهاك القانون دون تقديم أي دليل ملموس "إذا كانت لجنة مكافحة الفساد تمتلك أدلة، فلتقدمها." أكد عزام باقي رئيس اللجنة في 25 أبريل 2024 أن التحقيقات شملت مهاتير بسبب إعلانات الملكية.

## المواقف والآراء السياسية
تغيرت آراء مهاتير السياسية على مدار مسيرته المهنية الطويلة. فكان يؤيد مدرسة العالم الثالث في ثمانينات القرن العشرين بينما في أوقات أخرى دعم "القيم الآسيوية" والعولمة. بالإجمال يتبنى مهاتير آراء سياسية إسلامية، ووصف نفسه في عام 2002 بأنه أصولي إسلامي. لمهاتير احترام وتقدير في الدول النامية والإسلامية، لإشرافه على النمو الاقتصادي في ماليزيا وتأييده للقيم الإسلامية.
ويُعرف مهاتير محمد بدعمه للقومية الماليزية. ناقش تهميش العرق الملايو وأيد سياسات العمل الإيجابي لهم في كتاب "معضلة الملايو". أعرب عن خيبة أمله لعدم تحقيق تقدم كافٍ نحو "مهمته الرئيسية" في دعم العرق الماليزي عند استقالته الأولى. قال مهاتير في عام 2021 أنه لا يؤمن ب"كيتوانان ملايو" وأنه "خيال" وأنه يؤمن بمفهوم "بانغسا ماليزيا"، أوضح في عام 2023 رؤيته حول "بانغسا ماليزيا" فقال أنها تعني دمج غير الملايو في الثقافة الملايوية وعارض التعددية الثقافية. وصفته صحيفة ليبراسيون بأنه مناهض للملكية بسبب معارضته للحصانة الممنوحة لأفراد الأسر الملكية في ماليزيا.
مهاتير محمد هو منتقد لاذع للنيوليبرالية والغرب. قال مهاتير في عام 2011 أن هجمات 11 سبتمبر قد تكون دبرتها حكومة الولايات المتحدة. انتقد الإعلان العالمي لحقوق الإنسان في عام 1997 واقترح تعديله لتعزيز النمو الاقتصادي على حساب الحريات المدنية.
دعا إلى موازنة بين حماية البيئة واستغلال الموارد الطبيعية للتنمية الاقتصادية في الدول النامية، ووصف نتائج قمة الأرض بأنها "إمبريالية بيئية"، معتبرًا أن دول الشمال تفرض أعباء غير ضرورية على الدول الجنوبية بسبب التدهور البيئي. رد على الانتقادات الدولية لماليزيا في عام 2019 فقل بأن الادعاءات التي تربط إنتاج زيت النخيل بإزالة الغابات "لا أساس لها وغير عادلة وغير مبررة"، وأكد أن صناعة زيت النخيل في ماليزيا تطورت بشكل مستدام.

### معاداة السامية
اتهم مهاتير بمعاداة السامية طوال حياته السياسية بسبب نقده الحاد لإسرائيل. كتب في كتابه معضلة الملايو أن اليهود "يحبون المال بالفطرة". قال مهاتير محمد في خطاب له في أغسطس 1983 أن اليهود يسيطرون على وسائل الإعلام الدولية. حظر عرض فيلم قائمة شندلر في مارس 1994 لأنه اعتبره دعاية معادية لألمانيا ومؤيدة لليهود. أدلى بسلسلة من الخطابات أثناء انهيار الرينغيت والأزمة المالية الآسيوية في عام 1997 لام فيها اليهود ولا سيما جورج سوروس و"الأجندة" اليهودية وقال أن "المؤامرة اليهودية الدولية" تحاول تدمير اقتصادات الدول الإسلامية.
اتهم اليهود "بحكم العالم بالوكالة" وجعل "الآخرين يقاتلون ويموتون من أجلهم" في قمة منظمة التعاون الإسلامي التي عقدت في كوالالمبور في عام 2003. ندد الرئيس جورج دبليو بوش بخطابه. قال في عام 2012 أنه "سعيد لوصفه بأنه معاد للسامية". كرر تصاريحاته في مقابلة مع بي بي سي عام 2018 وشكك في في عدد اليهود الذين قتلوا في المحرقة. قال في عام 2019 عندما سئل حول قوله أن اليهود "يحبون المال بالفطرة" أن لديه أصدقاء يهود وأنهم "ليسوا مثل اليهود الآخرين، ولهذا السبب هم أصدقائي". قال مهاتير أنه من حقه انتقاد اليهود لأن ذلك من حرية التعبير وقال أن "اليهود يرتكبون الكثير من الأخطاء التي تجبرنا على التعليق".

### معاملة المثليين
يعارض مهاتير محمد التوسيع على المثليين في ماليزيا. أعلن في عام 2001 أنه لو ترأس حكومة المملكة المتحدة مثلي فسيُمنع من دخول ماليزيا. شدد مهاتير على القيم الماليزية مقابل القيم الغربية مستشهدًا "بمؤسسة الزواج [و] الأسرة" في موقفه ضد المثليين في محاضرة له بجامعة في بانكوك خلال أكتوبر 2018.

### مقتل صامويل باتي
علق مهاتير محمد على مقتل صمويل باتي في عام 2020، فقال أن الهجمات كانت خاطئة وضد الإسلام، لكنه قال أيضا أن المسلمين لديهم الحق في الغضب والحنق وقتل الفرنسيين بسبب المذابح السابقة التي ارتكبها الفرنسيون في المسلمين. انتشر منشور مهاتير لاحقًا ووصفه بأن المنشور "يمجد العنف".
انتقد السفير الأسترالي السابق في فرنسا بريندان بيرن ورئيس الوزراء الأسترالي سكوت موريسون ووزير الدولة الفرنسي للشؤون الرقمية سيدريك أو مهاتير قائلين أنه يذكي التوترات والكراهية. كما انتقده السياسي الماليزي فتح الباري مات جحيى. ورد مهاتير على هذه الانتقادات فقال بأن كلامه أخرج من سياقه وأنه "لا يروج لقتل الفرنسيين". أزال فيسبوك وتويتر منشوره هذا لاحقا.

## الحياة الشخصية
يحب مهاتير محمد الإبحار وركوب الخيل والنجارة. صنع قطارًا بخاريًا وقاربًا يعملان بنفسه. يعزو مهاتير طول عمره إلى نظامه الغذائي المنضبط وقراءة الصحف اليومية وممارسة الرياضة والحفاظ على جسده في وضعيات مستقيمة. أغنيته المفضلة هي "ماي واي". وهو قارئ نهم يحب قراءة أعمال ويلبر سميث وجيفري آرتشر.

### زواجه وعائلته

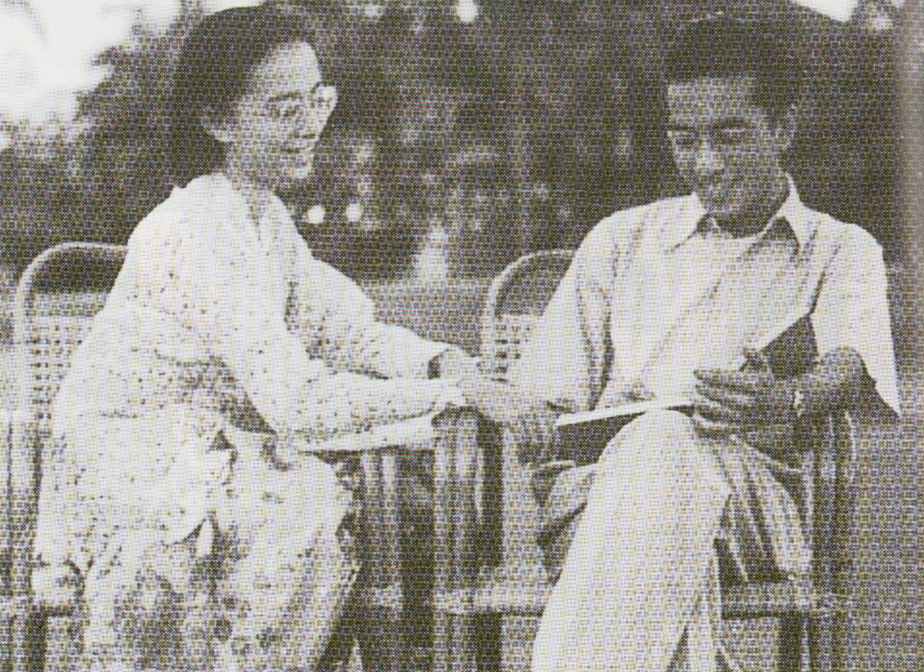
مهاتير وسيتي حازمة في الخمسينيات

التقى مهاتير بزوجته المستقبلية سيتي حازمة محمد علي في كلية الطب. تزوجا في عام 1956 ورُزقا بطفلتهما الأولى مارينا في عام 1957، ثم أنجبا أربعة أطفال آخرين، ميرزان ومخزير وميليندا ومخريز، وكفلا طفلين آخرين هما ميزورا ومظهر في الثمانية والعشرين عامًا التالية.

### الصحة
خضع مهاتير محمد لعملية جراحية في القلب في عام 2007 بعد تعرضه لنوبتين قلبيتين في العامين السابقين، وكان قد أجرى نفس العملية إثر نوبة قلبية في عام 1989. عانى من التهاب في الصدر بعد جراحة عام 2007 وتم علاجه من عدوى صدرية أخرى في أستراليا في أكتوبر 2010.
أُدخل إلى المعهد الوطني للقلب في ديسمبر 2021 لإجراء فحي طبي ومراقبة حالته الصحية ثم غادر المستشفى بعد عدة أيام. خضع مهاتير لفحص طبي اختياري في يناير 2022 في المعهد الوطني للقلب ثم دخله مرة أخرى في الشهر نفسه ووُضع في وحدة العناية التاجية. استمر في التأهيل والعلاج بعد مغادرته المستشفى.
أُصيب بفيروس كورونا في أغسطس 2022 وأُدخل إلى المعهد الوطني لمراقبة حالته، ثم غادره بعد تلقي العلاج. نُقل إلى المستشفى بسبب عدوى وخرج بعد أيام في أغسطس 2023. ذهب إلى المستشفى مرة أخرى بسبب عدوى في يناير 2024 ومرة أخرى بعدها بستة أشهر في يوليو بسبب السعال.
دخل المستشفى مجددًا بسبب عدوى في الجهاز التنفسي في 15 أكتوبر 2024، ثم خرج في 28 أكتوبر.

## نتائج الانتخابات
| السنة | الدائرة الانتخابية | المرشح | المرشح                                           | الأصوات    | النسبة     | الخصم                                             | الخصم                                                     | الأصوات    | النسبة     | الأصوات    | الإقبال    |
| ----- | ------------------ | ------ | ------------------------------------------------ | ---------- | ---------- | ------------------------------------------------- | --------------------------------------------------------- | ---------- | ---------- | ---------- | ---------- |
| 1964  | كوتا ستار سيلاتان  |        | مهاتير محمد (المنظمة الوطنية الملايوية المتحدة)  | 12,406     | 60.22%     |                                                   | أحمد شعري عبد الشكور (الحزب الإسلامي الماليزي)            | 8,196      | 39.78%     | 21,440     | 82.8%      |
| 1969  | كوتا ستار سيلاتان  |        | مهاتير محمد (المنظمة الوطنية الملايوية المتحدة)  | 12,032     | 48.03%     |                                                   | يوسف راوا ‏ (الحزب الإسلامي الماليزي)                      | 13,021     | 51.97%     | 25,679     | 78.6%      |
| 1974  | كوبانغ باسو        |        | مهاتير محمد (المنظمة الوطنية الملايوية المتحدة)  | بدون منافس | بدون منافس | بدون منافس                                        | بدون منافس                                                | بدون منافس | بدون منافس | بدون منافس | بدون منافس |
| 1978  | كوبانغ باسو        |        | مهاتير محمد (المنظمة الوطنية الملايوية المتحدة)  | 18,198     | 64.64%     |                                                   | حليم أرشات (الحزب الإسلامي الماليزي)                      | 9,953      | 35.36%     | N/A        | 78.36%     |
| 1982  | كوبانغ باسو        |        | مهاتير محمد (المنظمة الوطنية الملايوية المتحدة)  | 24,524     | 73.67%     |                                                   | يوسف راوا ‏ (الحزب الإسلامي الماليزي)                      | 8,763      | 26.33%     | 34,340     | 78.79%     |
| 1986  | كوبانغ باسو        |        | مهاتير محمد (المنظمة الوطنية الملايوية المتحدة)  | 25,452     | 71.48%     |                                                   | عزيزان إسماعيل (الحزب الإسلامي الماليزي)                  | 10,154     | 28.52%     | 36,409     | 74.21%     |
| 1990  | كوبانغ باسو        |        | مهاتير محمد (المنظمة الوطنية الملايوية المتحدة)  | 30,681     | 78.07%     |                                                   | سودين وهاب (حزب ملايو سيمانجات 46 ‏)                       | 8,619      | 21.93%     | 40,570     | 77.51%     |
| 1995  | كوبانغ باسو        |        | مهاتير محمد (المنظمة الوطنية الملايوية المتحدة)  | 24,495     | 77.12%     |                                                   | أحمد محمد عليم (الحزب الإسلامي الماليزي)                  | 7,269      | 22.88%     | 33,010     | 73.61%     |
| 1999  | كوبانغ باسو        |        | مهاتير محمد (المنظمة الوطنية الملايوية المتحدة)  | 22,399     | 63.22%     |                                                   | أحمد صبحي عبد اللطيف (الحزب الإسلامي الماليزي)            | 12,261     | 34.61%     | 36,106     | 78.62%     |
| 2018  | لانكاوي            |        | مهاتير محمد (حزب سكان ماليزيا الأصليين المتحدين) | 18,954     | 54.90%     |                                                   | نواوي أحمد ‏ (المنظمة الوطنية الملايوية المتحدة)           | 10,061     | 29.14%     | 35,250     | 80.87%     |
| 2018  | لانكاوي            |        | مهاتير محمد (حزب سكان ماليزيا الأصليين المتحدين) | 18,954     | 54.90%     | زبير أحمد (الحزب الإسلامي الماليزي)               | 5,512                                                     | 15.96%     |            | 35,250     | 80.87%     |
| 2022  | لانكاوي            |        | مهاتير محمد (PEJUANG)                            | 4,566      | 9.62%      |                                                   | محمد سحيمي عبد الله ‏ (حزب سكان ماليزيا الأصليين المتحدين) | 25,463     | 53.63%     | 48,123     | 71.10%     |
| 2022  | لانكاوي            |        | مهاتير محمد (PEJUANG)                            | 4,566      | 9.62%      | أرميشا سيرادج (المنظمة الوطنية الملايوية المتحدة) | 11,945                                                    | 25.16%     |            | 48,123     | 71.10%     |
| 2022  | لانكاوي            |        | مهاتير محمد (PEJUANG)                            | 4,566      | 9.62%      | زبيدي يحيى (حزب الأمانة الوطني ‏)                  | 5,417                                                     | 11.41%     |            | 48,123     | 71.10%     |
| 2022  | لانكاوي            |        | مهاتير محمد (PEJUANG)                            | 4,566      | 9.62%      | عبد القادر سيف الدين (مستقل)                      | 89                                                        | 0.19%      |            | 48,123     | 71.10%     |

## مؤلفاته
- معضلة الملايو (1970) (ردمك 981-204-355-1)
- التحدي (1986) (ردمك 967-978-091-0)
- الإقليمية والعولمة ومجالات التأثير: الآسيان وتحدي التغيير في القرن الواحد والعشرين (1989) (ردمك 981-3035-49-8)
- حافة المحيط الهادي في القرن الحادي والعشرين,(1995)
- تحديات الاضطراب، (1998) (ردمك 967-978-652-8)
- الطريق إلى الأمام، (1998) (ردمك 0-297-84229-3)
- صفقة جديدة لآسيا، (1999)
- الإسلام والأمة الإسلامية، (2001) (ردمك 967-978-738-9)
- العولمة والحقائق الجديدة (2002)
- تأملات في آسيا، (2002) (ردمك 967-978-813-X)
- أزمة العملة الماليزية: كيف ولماذا حدثت (2003) (ردمك 967-978-756-7)
- تحقيق العولمة الحقيقية، (2004) (ردمك 967-978-904-7)
- الإسلام والمعرفة والشؤون الأخرى، (2006) (ردمك 983-3698-03-4)
- مبادئ الإدارة العامة: مقدمة، (2007) (ردمك 978-983-195-253-5)
- Chedet.com مدونة ميرانتاسي هالانجان (ثنائي اللغة)، (2008) (ردمك 967-969-589-1)
- طبيب في البيت: مذكرات تون الدكتور مهاتير محمد، 8 مارس 2011 (ردمك 9789675997228).

- Doktor Umum: Memoir Tun Dr. مهاتير محمد (2012) (ردمك 9789674150259)
- Blogging to Unblock (Book 2): A Citizen's Rights (2013) (ردمك 9789679696288)
- Dr. M: Apa Habaq Orang Muda? (2016) (ردمك 9789671367995)
- Capturing Hope: The Struggle Continues for a New Malaysia (2021) (ردمك 9789672923183)

### معلومات المراجع الكاملة
- Dhillon، Karminder Singh (2009). Malaysian Foreign Policy in the Mahathir Era 1981–2003: Dilemmas of Development. NUS Press. ISBN:978-9971-69-399-2.
- Milne، R. S.؛ Mauzy، Diane K. (1999). Malaysian Politics under Mahathir. روتليدج (دار نشر). ISBN:0-415-17143-1. مؤرشف من الأصل في 2023-06-01.
- Morais، J. Victor (1982). Mahathir: A Profile in Courage. Eastern Universities Press. OCLC:8687329.
- Sankaran، Ramanathan؛ Mohd Hamdan Adnan (1988). Malaysia's 1986 General Election: the Urban-Rural Dichotomy. Institute of Southeast Asian Studies. ISBN:981-3035-12-9.
- Stewart، Ian (2003). The Mahathir Legacy: a Nation Divided, a Region at Risk. Allen & Unwin. ISBN:1-86508-977-X.
- Wain، Barry (2010). Malaysian Maverick: Mahathir Mohamad in Turbulent Times. Palgrave Macmillan. ISBN:978-0-230-23873-2.
- James Chin & Joern Dosch. Malaysia Post Mahathir: a decade of change?. Marshall Cavendish. 2016. (ردمك 9814677558)

## وصلات خارجية
- مهاتير محمد على موقع IMDb (الإنجليزية)
- مهاتير محمد على موقع الموسوعة البريطانية (الإنجليزية)
- مهاتير محمد على موقع مونزينجر (الألمانية)
- مهاتير محمد على موقع ميوزك برينز (الإنجليزية)
- مهاتير محمد على موقع قاعدة بيانات الفيلم (الإنجليزية)

لقاءاته علي قناة الجزيرة

- مهاتير محمد: من شاب متمرد إلى بطل قومي، بي بي سي العربية، 3 نوفمبر 2003

برنامج بلا حدود:
1. التغيرات المرتقبة في العالم الإسلامي، 8 ديسمبر 2004
2. الهجمة الأميركية الغربية على الدول الإسلامية، 27 فبراير 2002

| المناصب السياسية             | المناصب السياسية                                               | المناصب السياسية             |
| ---------------------------- | -------------------------------------------------------------- | ---------------------------- |
| سبقه Mohamed Yaacob          | وزير التعليم 1974–1977                                         | تبعه Musa Hitam              |
| سبقه حمزة أبو سماح ‏          | Federal Minister of International Trade and Industry 1978–1981 | تبعه عبد الله أحمد بدوي      |
| سبقه حسين أون                | نائب رئيس وزراء ماليزيا ‏ 1978–1981                             | تبعه موسى بن هيتام           |
| سبقه حسين أون                | رئيس وزراء ماليزيا 1981–2003                                   | تبعه عبد الله أحمد بدوي      |
| سبقه عبد الطيب محمود         | Federal Minister of Defence 1981–1986                          | تبعه عبد الله أحمد بدوي      |
| سبقه موسى بن هيتام           | Federal Minister of Home Affairs 1986–1999                     | تبعه عبد الله أحمد بدوي      |
| سبقه أنور إبراهيم            | وزير المالية 1998–1999                                         | تبعه عبد الدائم بن زين الدين |
| سبقه عبد الدائم بن زين الدين | وزير المالية الاتحادي 2001–2003                                | تبعه عبد الله أحمد بدوي      |
| سبقه نجيب عبد الرزاق         | رئيس وزراء ماليزيا 2018–2020                                   | تبعه محيي الدين ياسين        |
| المناصب الدبلوماسية          |                                                                |                              |
| سبقه جان كريتيان             | رئيس منتدى التعاون الاقتصادي لدول آسيا والمحيط الهادئ 1998     | تبعه جيني شيبلي              |
| سبقه تابو إيمبيكي            | الأمين العام لحركة عدم الانحياز 2003                           | تبعه عبد الله أحمد بدوي      |
| المناصب الحزبية السياسية     |                                                                |                              |
| سبقه حسين أون                | نائب رئيس المنظمة الوطنية الملايوية المتحدة 1976–1981          | تبعه موسى بن هيتام           |
| سبقه حسين أون                | رئيس المنظمة الوطنية الملايوية المتحدة 1981–2003               | تبعه عبد الله أحمد بدوي      |
| لقب جديد                     | رئيس تحالف الأمل 2016–2020                                     | تبعه أنور إبراهيم            |